# Maison à cuisine unique

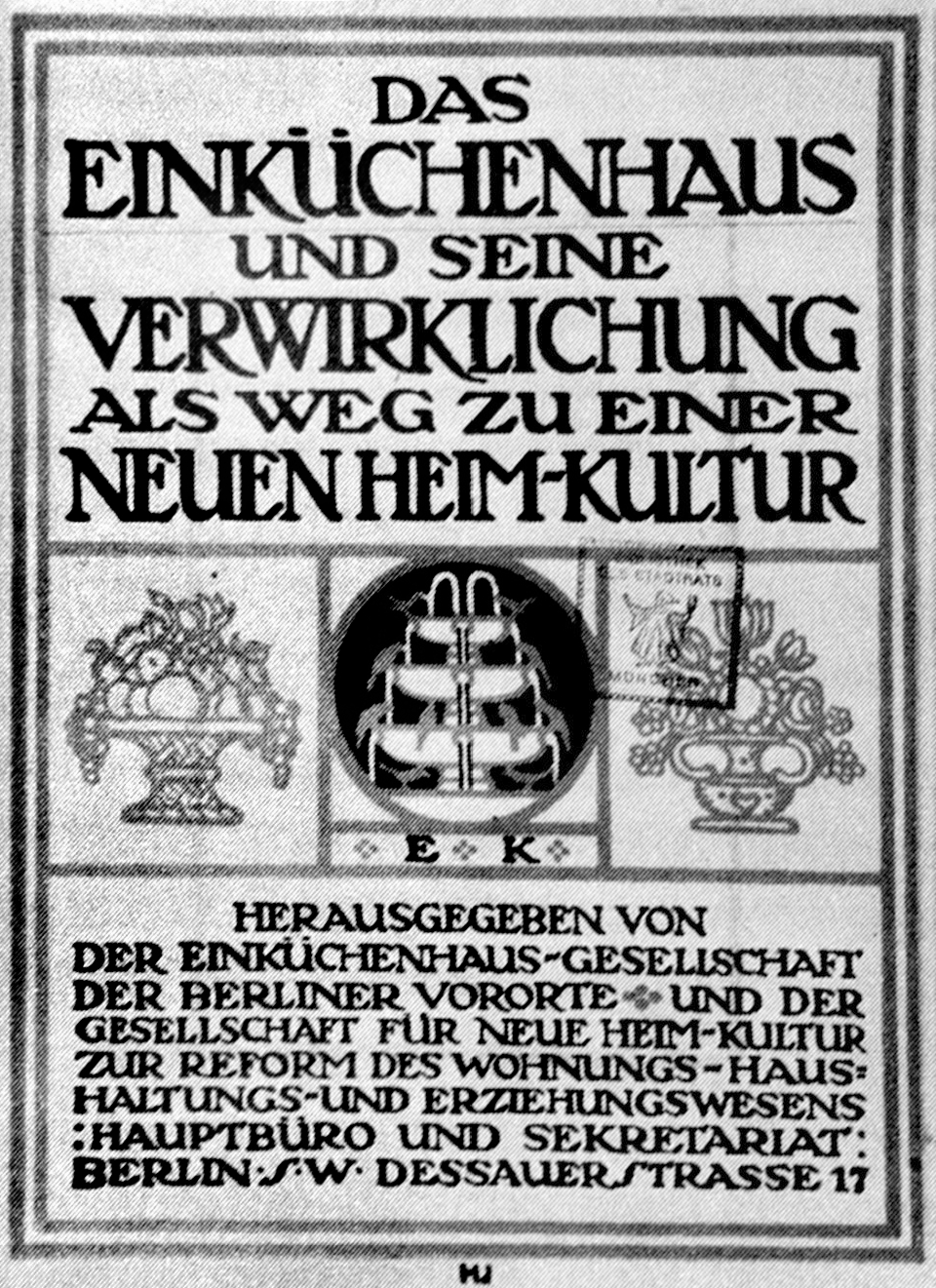
Brochure publicitaire de la société de la Maison à cuisine unique de Berlin, 1908

La maison à cuisine unique est un modèle réformiste de logements urbains, où une cuisine centrale gérée centralement au sein d'un immeuble à plusieurs logements remplace les cuisines particulières de chaque logement. Le concept remonte aux idées de la juriste des droits des femmes et de la démocrate sociale Lily Braun.
Sur l'idée de base de la libération de la femme des tâches ménagères, c'est au début du XXe siècle un contre-projet explicite à l'installation planifiée de familles nucléaires séparées dans des immeubles d'habitation de masse.
Les maisons à cuisine unique, ou parfois maisons à cuisine centrale, trouvent des réalisations isolées, de tonalités différentes, dans diverses grandes villes européennes, jusque dans les années 1950. Comme ouvrages-clefs d'une idée de l'habitat moderne, certains de ces immeubles sont proposés en 2009 pour la nomination au titre du label du patrimoine européen, explicitement comme un réseau réparti sur divers États d'une architecture européenne commune.

## Le concept de la maison à cuisine unique

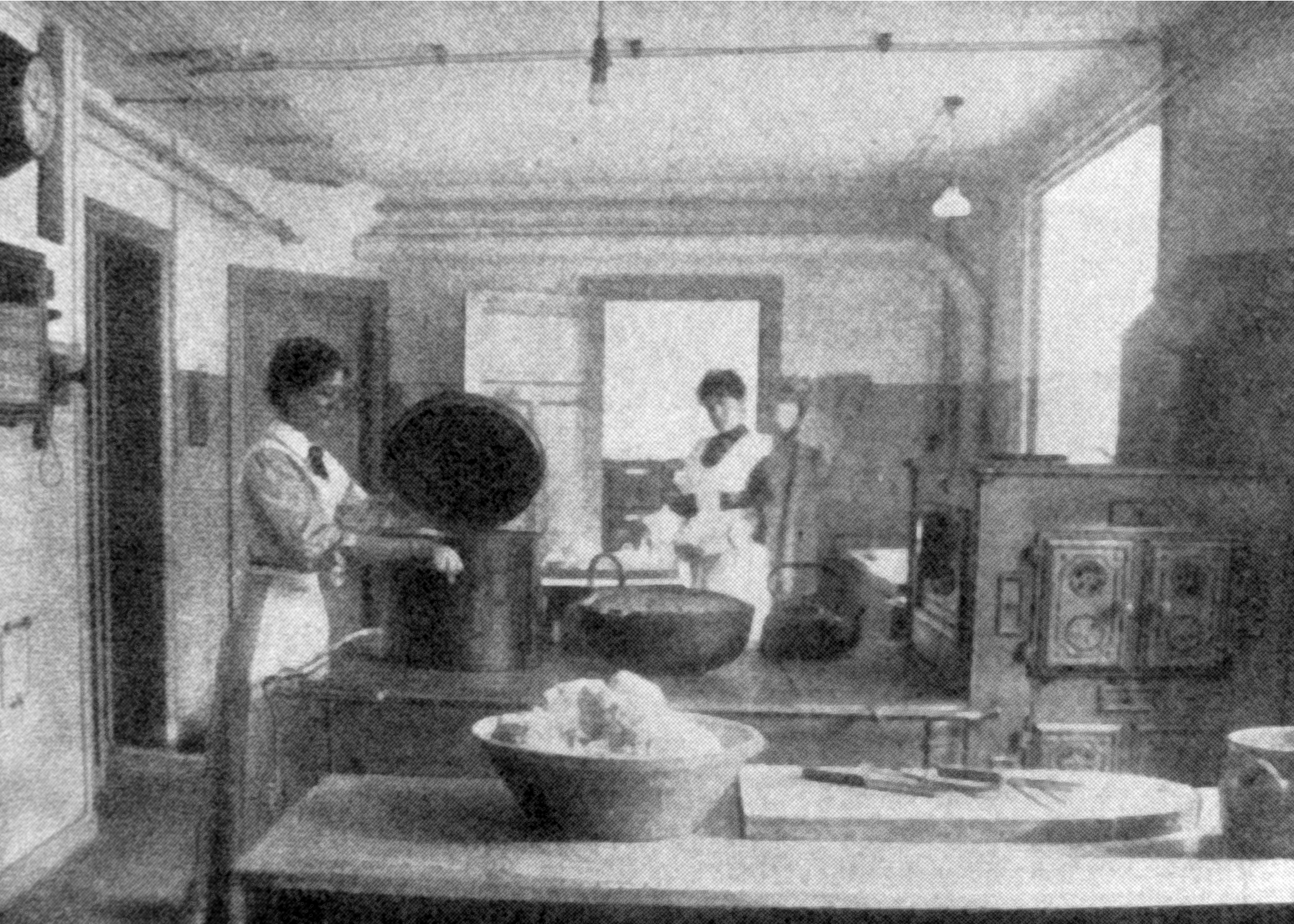
Cuisine centrale dans une maison à cuisine unique, Copenhague, 1907

L'idée fondamentale derrière les maisons à cuisine unique est l'installation d'une cuisine centrale au sein d'un immeuble d'habitation pour plusieurs familles, ou d'un complexe de maisons, avec la suppression corrélative de cuisines privées dans les appartements séparés. Au lieu de cela, les appartements sont reliés au moyen d'un monte-plats et d'un téléphone interne avec l'installation de cuisine, située généralement au sous-sol ou au rez-de-chaussée. Dans bien des cas, l'équipement consiste en appareils de cuisine modernes pour l'époque. La cuisine commune est faite par un personnel payé, auprès duquel on peut commander les repas et les menus. Beaucoup de maisons disposent en plus de salles à manger communes, et, selon les concepts de base, les appartements disposent aussi de buffets et de réchauds à gaz simples pour les urgences.

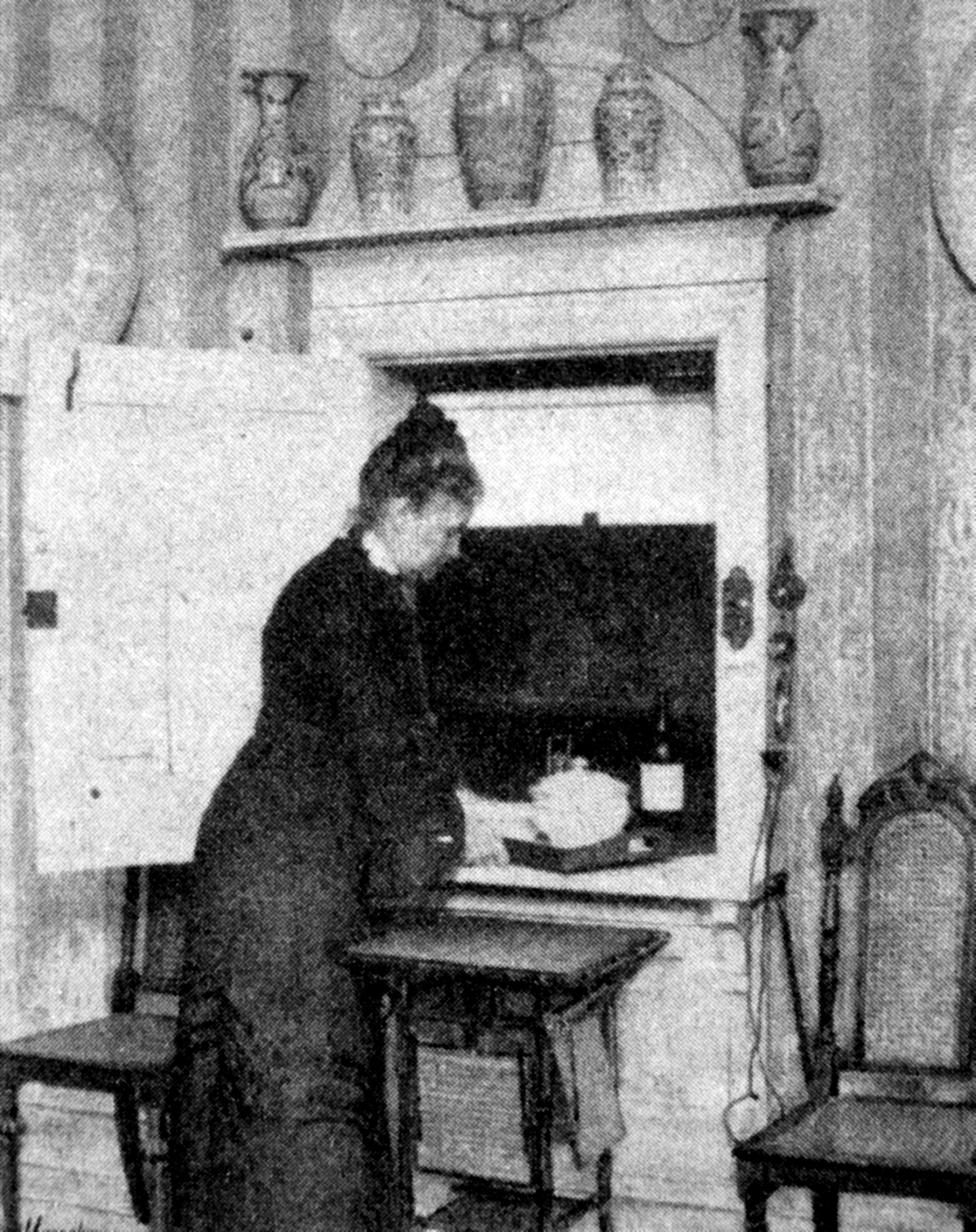
Livraison du repas au monte-plats, Copenhague, 1907

Dans presque toutes les réalisations de maison à cuisine unique, il y a en plus d'autres offres communautaires et de services, comme des terrasses de toit, des buanderies, dans bien des cas aussi des boutiques, des bibliothèques et des jardins d'enfants. Les nouvelles installations du début du  XXe siècle comprennent notamment le chauffage central, la distribution d'eau chaude, les vide-ordures et une aspiration centralisée avec système de flexibles pour l'utilisation ; divers autres services sont souvent offerts aux habitants.
Diverses formes de propriété et d'organisation sont à la base des projets réalisés, basées à l'origine comme idées réformatrices pour le logement des travailleurs, les coûts des installations communes étant compensés par les économies sur les dimensions des appartements et l'exploitation centralisée. Les maisons à cuisine unique offrent, tant sur une base privée que sur une base coopérative, à la bourgeoisie aisée un mode de vie alternatif au sein de la ville. Contrairement aux autres concepts réformateurs sur le mode de vie de la fin du XIXe et début du XXe siècle, comme le mouvement de la cité-jardin, la cohésion entre les habitants n'est pas obtenue par un espace vital, mais par un échange social avec l'environnement urbain environnant.
Les quelques maisons à cuisine unique pratiquement réalisées sont accompagnées d'une histoire discursive tant dans le domaine politique que dans celui de l'architecture, cependant, dans la réalité, ces projets d'économie centralisée ont la plupart du temps échoué au bout de peu de temps. Les appartements ont alors été équipés de cuisines individuelles, les espaces communs partiellement occupés pour d'autres buts, mais certaines installations, comme les buanderies centrales ont été conservées et reprises dans l'immeuble coopératif. Extérieurement, elles ne se distinguent pas dans le paysage urbain des autres immeubles, si bien qu'elles passent pour des expériences révolutionnaires inabouties et oubliées.

## Conditions historiques

### La question du logement auXIXesiècle
À l'époque de l'industrialisation dans la deuxième moitié du XIXe siècle, et de l'afflux massif des populations dans les villes, il se produit une rupture radicale avec le type de logement préindustriel. La population agraire qui va vers les centres industriels abandonne ses structures d'habitation et d'approvisionnement centrées sur la famille élargie. Dans les villes, elle se heurte à des problèmes croissants d'espace, de niveau social et sanitaire, qui ont été regroupés sous le concept de difficulté de logement. Les agrandissements urbains et les immeubles de logement collectif sont soumis à un marché spéculatif, car les bouleversements de la société sont insérés dans une libéralisation de l'économie. La rareté et la misère des logements touche presque tous les habitants des villes, mais elle paraît particulièrement insoluble pour les travailleurs mal payés, sans contrat permanent, et changeant donc de lieu de travail, ainsi que pour leurs familles. Ces problèmes font l'objet de constantes critiques de la part des organisations du mouvement ouvrier, mais aussi de la part d'unions engagées en politique sociale, de scientifiques et de réformateurs du logement. La question du logement devient un des thèmes centraux de la fin du XIXe au début du XXe siècle.
Le problème fondamental est de diminuer la discordance entre les coûts des logements et les revenus des travailleurs. Si l'on réduit les aspects de la question des logements à un étiquetage  socialiste ou bourgeois, on réduit les positions à un a-priori. Pour le mouvement ouvrier, le manque de logements est une question de classes, que l'on ne pourra pas résoudre dans le cadre du capitalisme, mais seulement dans celui de la dictature du prolétariat dans des formes de logement collectives. Contre cette position, il y a celle des réformateurs du logement et de la société, qui considèrent la misère des logements comme un problème comportemental, sanitaire et moral. Pour eux, il faut créer des petits logements à un prix abordable, refermés sur eux-mêmes, et où une division du travail familial peut se former sur le modèle bourgeois, avec l'homme qui va gagner la vie du couple, tandis que la femme s'occupe des travaux de la maison et de la famille. Il faut aussi donner à l'appartement la fonction d'un programme d'éducation pour le prolétariat : 
« Il faut prendre le mal à la racine, et réconcilier le travailleur de la mine, au sort brutal, sourd et lourd en lui permettant un foyer. Mais comment peut-on demander à des jeunes femmes, qui ont passé les plus belles années de leur développement dans les mines, et subi sous le vêtement masculin l'indélicatesse et la rudesse des mœurs des ouvriers, de fonder un foyer domestique et de l'enjoliver autant qu'il faut pour qu'il attire plus volontiers que le cabaret le mari, le père ou le frère sortant du sein de la terre ? »
— Leipziger Illustrierte Zeitung, 1873
Des solutions sont envisagées, comme la subvention pour les coûts de la construction, la formation de coopératives, jusqu'à des solutions de location-vente de logements individuels. La démocratie sociale, par contre, ne met au point jusque bien après le début du siècle aucun concept propre d'habitation, en rejetant les modèles proposés par les mouvements féministes et en particulier par Lily Braun. Après l'évolution au parti réformateur démocrate-socialiste, elle se rallie aux modèles déjà existants, modifiés par l'exigence d'une politique étatique du logement. Pratiquement, c'est l'appartement clos pour la famille nucléaire qui s'impose, la meilleure forme pour le travailleur en provenance de la campagne, et pour le prolétariat, avec sa sphère privée, et l'aménagement et l'organisation définis par les intéressés.

### Les idéaux des socialistes utopistes

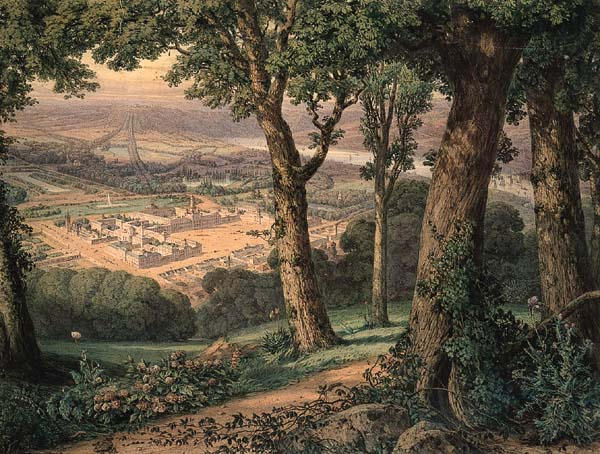
Phalanstère rêvé, aquarelle de Laurent Pelletier d'après des dessins de Charles Fourier.

Un modèle pour le concept de maisons à cuisine unique est créé par l'idéal utopique d'une communauté, que le théoricien sociologiste du socialisme naissant Charles Fourier (1772–1837) invente avec le modèle du phalanstère. Le mot a été forgé par Fourier sur les mots grec Phalanx (unité de combat) et latin Monasterium (communauté monacale), ces communautés économiques et de vie devant dominer la division du travail et la césure entre production et consommation, à l'encontre du système économique capitaliste. Les ménages familiaux seraient dissous au sein d'immeubles coopératifs munis d'une infrastructure collective : il y aurait pour tous des cuisines, des salles à manger, des écoles, des salles des fêtes, des salles de repos, des boutiques, des bibliothèques, des salons de musique et des zones pour enfants et vieillards. Dans le modèle sont incorporés la parité des femmes et l'amour libre.
L'industriel français Jean-Baptiste Godin (1817–1889), aussi partisan de ce socialisme précoce, prend au sérieux le projet de Fourier et réalise à partir de 1859 avec son familistère dans la commune française de Guise, à proximité de sa fonderie et de sa fabrique de poêles, une installation d'habitation coopérative. Elle offre de la place pour 1 500 personnes et est composée de trois complexes d'habitation, d'écoles, d'une crèche, d'une piscine et d'un théâtre. En plus il y a les bâtiments de l'Économat, un centre commercial avec des cuisines, des salles, des restaurants, des bars, des boutiques, une porcherie et une basse-cour. Contrairement à Fourier, Godin ne cherche pas à dissoudre la famille, comme il l'a souligné en donnant le nom à son organisation. En théorie, les femmes sont mises au même niveau que les hommes, mais comme on ne leur confie pas les travaux pénibles et sales de la fabrique, beaucoup d'entre elles restent sans travail. Par la suite, des cuisines individuelles sont bientôt installées dans les appartements. En 1880, Godin cède l'ensemble du complexe y compris la fabrique à une coopérative, qui  subsiste jusqu'à 1960.
Dès 1816 l'entrepreneur britannique Robert Owen (1771–1858) crée près de son tissage de coton à New Lanark (Écosse) une institution pédagogique pour l'amélioration de ses employés, l'Institution pour la formation du caractère. Il y met au point un concept modèle pour les villages industriels, dans lesquels les logements sont construits sans cuisine. À la place, la préparation des mets et même la prise des repas sont organisés centralement et collectivement. En 1825, Owen vend la fabrique d'Écosse  et va aux États-Unis pour développer ses idées sur un plan plus vaste. Il fonde la colonie New Harmony dans l'État d'Indiana, qui offre de la place pour environ 1 000 habitants. Mais cette réalisation est un échec tant à cause de difficultés économiques que de problèmes personnels :
« À New Harmony se réunit un tas très bigarré de réformateurs de la vie, qui, au lieu de faire une société idéale, font un club de discussion, et l'abandonnent vite. »
— Julius Posener
Trois ans après, Owen revend la colonie. Les opposants à l'utopie du socialisme précoce y voient la confirmation de l'impossibilité de le faire. Karl Marx analyse l'échec des systèmes socialistes précoces comme à la fois pas assez radicaux et trop radicaux, en ce sens qu'ils exigent le saut vers un état final idéal, mais en le concevant en petites îles, au lieu de le voir concerner l'ensemble de la société. « Ils ne voient de la part du prolétariat aucune autonomie historique, aucun mouvement politique qui lui soit propre. »

### La collectivisation de l'économie domestique
Malgré leur échec, les socialistes précoces ont eu une influence certaine sur les concepts voyant le jour à partir du milieu du XIXe siècle sur des colonies utopiques avec économie domestique centralisée et les tentatives de leur mise en œuvre. Aux États-Unis et en Europe, il se développe un réseau de directions réformistes et révolutionnaires, recherchant une nouvelle orientation de la division du travail, de l'économie domestique et des formes d'habitat. Il comprend des représentants des mouvements de travailleurs, de mouvements féministes socialistes ou bourgeois en Allemagne, des anarchistes, aux États-Unis, des féministes et du settlement movement et, en Grande-Bretagne et Allemagne, des partisans de la réforme architecturale et de la cité-jardin.
À Boston la féministe Melusina Fay Peirce (1836–1923) fait les plans d'une coopérative de ménagères et de production. Elle y met en forme aussi bien les concepts architecturaux qu'opérationnels, et forge pour son installation le concept d'économie domestique coopérative. Dans une communauté, construite à l'aide du voisinage, de 36 maisons groupées autour d'une cour, des services payés comme la cuisine, la buanderie et la couture doivent être offerts, ainsi qu'une cuisine communautaire. Le projet échoue en peu de temps en raison de la résistance des maris des femmes concernées. Peirce développe encore ses expériences et connaissances, et publie en 1884 le livre Ménage collectif : comment ne pas le faire et comment le faire.

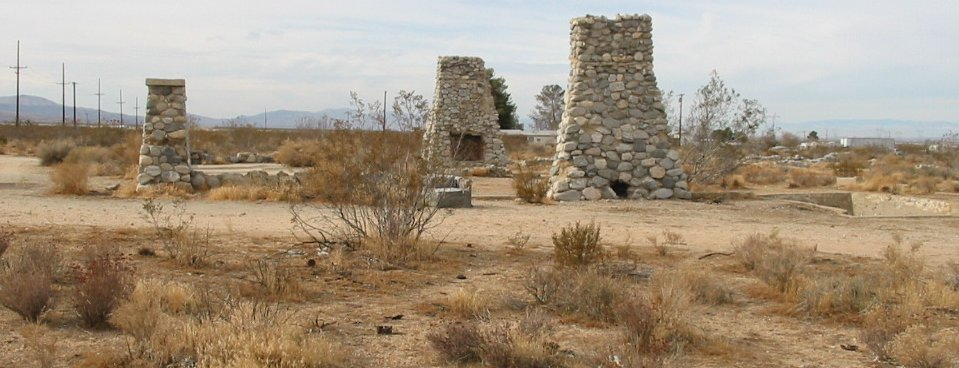
Les ruines de la commune Llano del Rio

Le concept de coopérative d'économie domestique est repris par l'écrivain féministe Marie Stevens Howland (1836–1921), et encore développé vers 1890 par Mary Coleman Stuckert, qui essaie d'établir à  Denver un modèle de maisons de ville, avec salles 
collectives centrales, cuisine centrale et soins coopératifs aux enfants. L'architecte Alice Constance Austin (1868–inconnu) s'oriente d'après Peirce, comme elle a à partir de 1910 projeté à Palmdale, Californie avec Llano del Rio  un plan de ville complet sur une base coopérative, avec une économie domestique centralisée, communauté qui subsiste de 1915 à 1918. Il faut aussi attribuer une influence sur le mouvement des maisons à cuisine unique à l'auteure américaine Charlotte Perkins Gilman (1860–1935), qui décrit ses concepts radicaux avec plein d'idées sur l'innovation en matière de relations entre sexes, familles et ménage, tant dans des développements théoriques que dans des romans.
Les premières réflexions allemandes sur le travail ménager collectif, conservées par écrit, se trouvent dans l'œuvre de la spécialiste du droit des femmes Hedwig Dohm (1831–1919). Dans sa publication Le jésuitisme dans le foyer de 1873, elle expose que l'économie domestique perd toujours plus de contenu en raison du développement historique de l'industrialisation et de la division du travail, et présente une tendance à la centralisation : 
« Le temps approche où dans les couches de la société moyennes et inférieures, le feu du poêle  s'éteindra, pour flamber de plus belle dans des cuisines publiques magnifiquement aménagées »
— Hedwig Dohm, Le jésuitisme dans le foyer.
August Bebel esquisse aussi dans son ouvrage de 1878 La femme et le socialisme, désigné comme un classique de la théorie de l'émancipation, une image de la société dans laquelle le ménage privé est dissous, la préparation des repas, les soins aux vêtements et l'éducation des enfants sont organisés dans des installations collectives hors des appartements, et il est mis fin au grand gaspillage de temps, de force, de chauffage, d'éclairage ainsi que de vivres.
« La cuisine privée est pour des millions de femmes une des installations les plus fatigantes, les plus consommatrices de temps et la plus gaspilleuse, qui nuit à leur santé et à leur bonne humeur, et qui fait l'objet de soucis quotidiens, surtout quand, comme c'est le cas pour la plupart des familles, les moyens sont limités. L'élimination de la cuisine privée sera pour d'innombrables femmes une délivrance. »
— August Bebel, La femme et le socialisme.

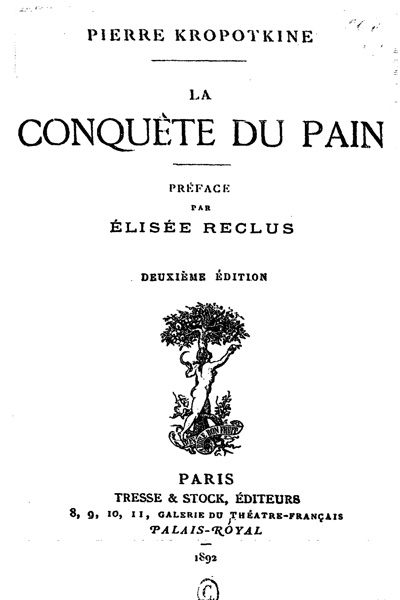

Un autre père de l'idée du foyer centralisé est l'anarchiste russe Pierre Kropotkine. Dans l'histoire du discours sur les maisons à cuisine unique, divers traités, notamment ceux de Lily Braun et de Henry van de Velde, se réfèrent à Kropotkine. Cependant, souvent cet arrière-plan n'est pas cité, « pour dissimuler tout lien avec le passé trouble des maisons à cuisine unique. » C'est tout d'abord la critique reconnaissable de Kropotkine sur le ménage individuel qui est citée de façon très répandue :
« Entre midi et 2 heures, il y a certainement 20 millions d'Américains et autant d'Anglais qui mangent du sauté de bœuf ou de mouton, de la viande de porc, des pommes de terre et des légumes. Et 8 millions de poêles brûlent pendant 2 à 3 heures pour sauter toute cette viande et cuire ces légumes, 8 millions de femmes passent leur temps à préparer les repas, qui dans leur ensemble consistent seulement de 10 plats différents. […] Libérer la femme ne signifie pas seulement lui ouvrir les portes de l'Université, du tribunal ou du Parlement. […] Libérer la femme signifie bien plus la libérer du travail brutal à la cuisinière et à l'évier, cela signifie de trouver des installations qui lui permettent d'élever ses enfants, quand elle le veut, et de prendre part à la vie sociale. »
— Pierre Kropotkine, La conquête du pain, 1892.
 L'influence de Kropotkine ne provient pas de ses considérations théoriques, mais aussi de son rôle de relais dans divers cercles. Il était ainsi souvent hôte de Jane Addams à la Hull House de Chicago, avait des contacts avec les réformateurs de l'art anglais, où il rencontrait Lily Braun, avec la société allemande des cités-jardins, où il avait une influence notable sur Ebenezer Howard, le fondateur de la Cité-Jardin de Letchworth Garden City.

### L'influence de la Hull House de Chicago
Une influence particulière sur les concepts de maison à cuisine unique est due à la fondation à Chicago par Jane Addams (1860–1935) et Ellen Gates Starr (1859–1940), de Hull House, qui a participé à la fondation du Settlement movement américain. Il s'agit là d'une des premières installations de travail communautaire, et elle se situe au cœur d'un quartier d'immigrants. À partir de là s'offre aussi bien une aide immédiate qu'une formation culturelle pour les immigrants et réfugiés vivant dans le quartier. Simultanément, c'est un centre de recherche sur les intérêts sociaux sur la base desquels en particulier les femmes exigent des réformes socio-politiques. À côté du travail social et communautaire, la maison sert de résidence autant à des travailleuses qu'à des intellectuels professionnels, mais surtout à des immigrantes. Dans le but d'améliorer les conditions de vie des femmes, on installe une cuisine centrale, qui sert environ 50 habitantes, ainsi que des personnes du voisinage. Les femmes ont le choix de commander le repas dans leur appartement, ou de le consommer dans la salle à manger communautaire. Cette dernière sert tant de point de rencontre que de point de départ pour des activités culturelles et politiques variées.

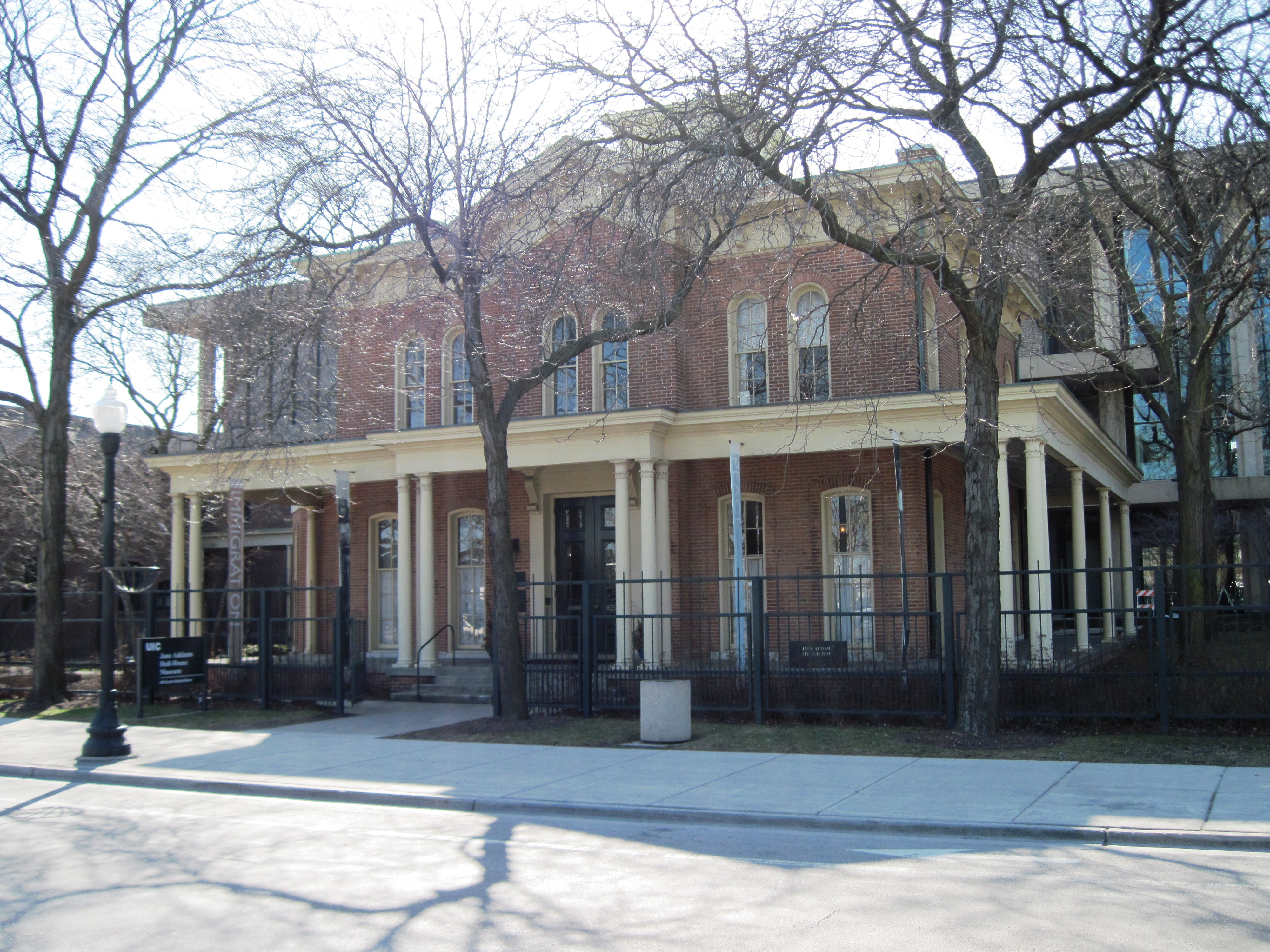
Hull House, Chicago, 2010

L'engagement des femmes comprend la lutte pour de meilleures conditions de travail et des salaires réglementés, ainsi que des exigences pour l'introduction d'une obligation scolaire pour les enfants, une protection infantile efficace, et l'introduction du droit de vote des femmes. Les offres d'aide s'entendent comme une aide à s'aider soi-même  sur la base d'un apprentissage réciproque, particulièrement fertilisé par les diverses origines et cultures des femmes. On peut voir une facilitation réelle de la vie quotidienne, non seulement à Hull House, mais dans tout le quartier, dans l'adduction d'eau par des conduites dans les maisons, et la réglementation initiée par Jane Addams du ramassage des ordures. Après la mort de la fondatrice en 1935, le projet est continué sous le nom de « Jane Addams Hull House Association, » et depuis 1962, c'est devenu l'organisation de tutelle de beaucoup de maisons associatives de Chicago. Le bâtiment initial est utilisé par l'Université de l'Illinois à Chicago comme collège pour le travail social.

## Histoire du discours - réforme du logement et travail des femmes

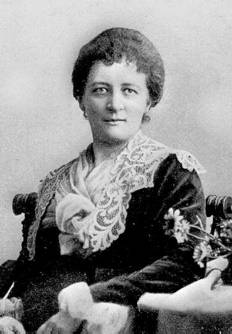
Lily Braun, 1902

Lily Braun (1865–1916), considérée comme un intermédiaire entre les mouvements féministes socialiste et bourgeois apporte à partir de la fin du XIXe siècle, dans des rapports et des discours, ses idées sur la centralisation de l'économie domestique et les maisons à cuisine unique organisées sur le modèle coopératif. Elle considère ainsi aussi bien la situation des femmes du prolétariat, forcées par l'industrialisation à travailler en usine hors de leur domicile, que celle des femmes de la bourgeoisie qui recherchent un accès à une activité rémunératrice. Les communautés économiques seraient une des bases pour la libération de la femme, car, comme elle l'écrit en citant Kropotkine, « les libérer de la cuisinière et de l'évier signifie trouver des installations leur permettant d'élever leurs enfants et de prendre part à la vie sociale. »

### Le modèle de la maison à cuisine unique de Lily Braun
En 1901, Lily Braun publie le document Travail des femmes et économie domestique, dans lequel elle esquisse son modèle de maison à cuisine unique. Dans ses présupposés, elle s'appuie sur les développements d'August Bebel sur l'industrialisation du travail de reproduction, sur la critique de Kropotkine du foyer individuel et sur l'exemple de la Hull House de Chicago. Concrètement, Lily Braun se représente un complexe de maisons avec 50 à 60 appartements au milieu d'un jardin, qui, au lieu d'une cuisine n'ont chacune qu'une petite pièce avec monte-plats, et un réchaud à gaz pour les urgences : 
« Au lieu des 50-60 cuisines dans lesquelles un nombre égal de femmes font leur ménage, il se trouve au rez-de-chaussée une cuisine centrale, équipée avec toutes les machines modernes qui économisent le travail. Il y a déjà des lave-vaisselle qui nettoient et sèchent en trois minutes vingt douzaines d'assiettes et de plats ! »
— Lily Braun, Travail des femmes et économie domestique.
 À la cuisine centrale doivent être associés des garde-mangers et une laverie avec des machines à laver automatiques. Selon les goûts, les repas sont consommés dans les appartements ou dans une salle à manger commune, qui peut aussi servir de salle de réunion et de salle de jeux pour les enfants. La gestion de la maison devrait être faite par une gestionnaire payée, aidée par une ou deux aides de cuisine.
« Le chauffage des appartements est fait par un chauffage central, si bien que 50 poêles y sont remplacés par un seul. Pendant le temps de travail des mères, les enfants jouent, soit dans la salle, soit dans le jardin, où des appareils de gymnastique et des tas de sable offrent une occupation à toutes les classes d'âge, sous la surveillance d'une gardienne. Le soir, quand la mère les a couchés, et que les parents bavardent avec des amis ou veulent lire, ils descendent dans les salles communes, où ils n'ont pas l'habitude de se procurer de la distraction en achetant de l'alcool, parce  qu'ils n'en ont pas besoin. »
— Lily Braun, Travail des femmes et économie domestique.
L'organisation et le financement devraient être founis par la coopérative et le fonds d'assurance sociale. Braun prévoit que le coût sera encore dans le domaine du possible même pour des familles de travailleurs, parce que les économies faites par la suppression des cuisines individuelles et des coûts de location et d'achat d'alimentation pourront passer dans le financement de la cuisine centrale et des salles communes.
Lily Braun considère l'effet politique et social de son concept comme significatif à bien des égards. Ce serait la solution des problèmes de logement des prolétaires, l'émancipation des femmes serait poussée par la libération de la femme du travail domestique, et la gestion collective de l'économie permettrait, comme réforme globale de la famille et de la vie, une vie familiale libérée du travail ménager. En outre, ce modèle permettrait une réforme de l'alimentation qui mettrait fin à un certain « dilettantisme néfaste dans la cuisine » et œuvrerait à une alimentation équilibrée, ce qui aboutirait finalement à une réforme de l'éducation et de la formation, l'éducation des enfants étant améliorée par du personnel professionnel : 
« Non seulement seraient-ils protégés de l'influence de la rue et de la triste précocité des enfants des villes, mais ils apprendraient à temps à développer en eux-mêmes à temps l'esprit de fraternité. »
— Lily Braun, Travail des femmes et économie domestique.
Le modèle de la maison à cuisine unique n'apporterait pas seulement des solutions pour les femmes du prolétariat, mais aussi pour les familles des milieux bourgeois. Ainsi la professionnalisation du travail domestique et ménager apporterait une solution à la question des domestiques.

### La critique de la démocratie sociale
L'essai de Lily Braun suscite de multiples contradictions, son modèle de maison à cuisine unique est décrit dans la presse comme « un clapier du futur, une pâture pour caserne de masses, et des joies maternelles étatisées. » Au sein de la démocratie sociale, la proposition intervient dans deux débats de principe controversiaux, c'est-à-dire la réforme du logement et aussi la santé et sécurité au travail, immédiatement liée à la question de la vie professionnelle des femmes. Dans le prolongement des théories d'August Bebel sur l'émancipation des femmes, Clara Zetkin formule qu'il faut comprendre le préjudice non seulement sur le plan biologique ou juridique, mais avant tout comme un problème économique, avec la conséquence du droit au travail pour les femmes. Cette conception n'est pas acceptée sans réserve au sein du SPD, et en particulier les camarades masculins craignent la concurrence par l'agrandissement de l'armée de réserve de travailleurs et une pression corrélative sur le niveau des salaires. Un autre argument contre est en plus le souci des conséquences destructrices du travail des femmes sur leur santé physique et celle de leurs familles. La solution de ce problème débattu est, comme aussi la question du logement, repoussée à un avenir incertain que l'on ne pourra trouver qu'après avoir atteint la socialisation des moyens de production. Le SPD procède ainsi à une séparation claire des « vues de l'esprit » des socialistes utopistes. Le modèle de Braun de maison à  cuisine unique fait ressortir « l'utopisme dépassé du XIXe siècle » pour « chercher le fin du fin des recettes pour la cuisine de l'avenir. »

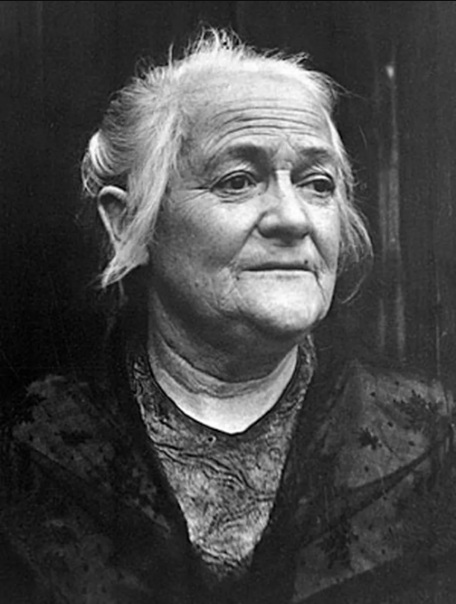
Clara Zetkin, vers 1920

Le mouvement féminin social-démocrate repousse aussi l'idée. Clara Zetkin 
soumet la proposition à une critique globale et dévastatrice dans de nombreux articles de la revue social-démocrate pour femmes Die Gleichheit (L'égalité) : L'économie domestique centralisée n'est réalisable ni pour les travailleurs de masse ni pour les travailleurs spécialisés, parce qu'elle est soumise dans ses conditions de travail aux variations de conjoncture capitaliste, et qu'elle ne peut pas se maintenir financièrement à assez long terme. Les exceptions ne peuvent être qu'un modèle possible pour une couche supérieure de travailleurs, où les moyens familiaux ne rendent pas une vie professionnelle nécessaire pour les femmes. Comme pour les femmes travailleuses des ménages les plus pauvres, la maison à cuisine unique n'est pas financièrement accessible, le modèle échoue dans ses présupposés. En outre la cuisine centrale réside sur l'exploitation des gérantes et de leurs aides, car le besoin en personnel est bien trop sous-estimé. De tout cela, il devient clair qu'une communauté de ménages ne peut être que la conquête d'un socialisme déjà réalisé. La proposition de la camarade Braun ne fait que susciter de faux espoirs et revient à « paralyser l'énergie de la classe des travailleurs, au lieu de la renforcer. »
À partir de 1905, s'impose au sein de la social-démocratie une position formulée par Edmund Fischer, selon laquelle il faudrait exiger du mouvement des travailleurs le « retour de toutes les femmes à la maison. » Les cuisines d'État et les communautés d'économie domestique restent un rêve utopique : « La soi-disant émancipation des femmes va à l'encontre de la nature féminine et de la nature humaine en général, c'est contre nature, et par suite impossible à réaliser. » Cette « solution patriarcale » est considérée a posteriori comme un symptôme de la baisse du mouvement féministe offensif au sein du SPD. Elle est reliée à un abandon définitif d'alternatives culturelles sur le logement, qui libèreraient les femmes du travail ménager.

### La critique du mouvement féministe
Les unions du mouvement féministe, réunies à partir de 1893 dans le Bund Deutscher Frauenvereine (BDF - Union des organisations féministes allemandes) mettent au centre de leurs préoccupations jusqu'à la fin du XIXe siècle avant tout les questions de formation et d'activité professionnelle. Mais au début du XXe siècle, la discussion tient compte du changement des rapports sociaux, de la paire de contraires activité professionnelle/célibat d'une part et n'être qu'une ménagère pour la vie/mariage de l'autre et s'efface devant le problème croissant de la coordination entre travail ménager et activité professionnelle. La position des femmes dans les familles devient une question centrale. Maria Lischnewska, comptée comme membre de l'aile radicale, reprend l'idée de maison à cuisine unique de Lily Braun dans cette discussion. Elle considère le travail de la femme payé hors du domicile comme la base d'un mariage en partenariat à réaliser, car seule une femme libérée du travail ménager et de la dépendance économique pourrait être épouse et mère, et le travail ménager privé ainsi que les ménages privés inefficaces devraient être abolis.

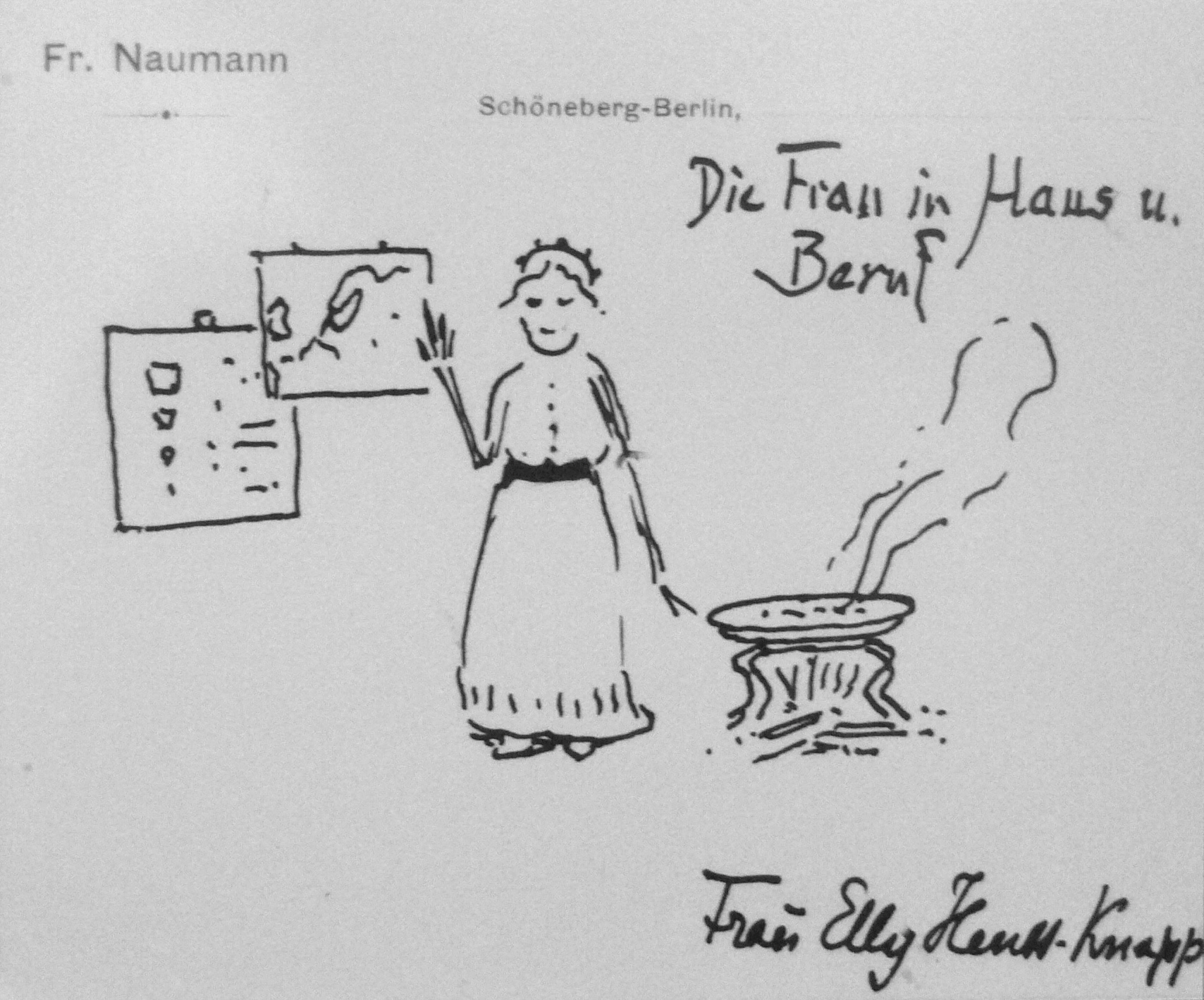
Elly Heuss-Knapp entre maison et profession, caricature de Friedrich Naumann, début XXe siècle

Käthe Schirmacher prend une position opposée à celle de Lischnewska, considérant le travail ménager comme un travail professionnel productif, socialement nécessaire, et elle demande sa reconnaissance économique, juridique et sociale, ainsi qu'une rémunération. Elly Heuss-Knapp repousse une « solution sociale » de la question féminine, et se tourne contre la solution de la maison à cuisine unique, même si elle approuve le progrès technique et l'infrastructure améliorée du ménage. Mais ceux-ci ne peuvent pas être pris en compte dans la réduction du travail ménager, car ils augmentent la tension émotionnelle et spirituelle de la ménagère. Ces services ne sont ni sur le marché, ni réalisables en coopérative. Dans ce sens, la majorité des femmes du BDF repoussent la maison à cuisine unique. Dans ce débat sur le double travail de la femme, il paraît plus prometteur de s'orienter vers une systématisation du travail à domicile et de sa rationalisation par des innovations techniques. Une partie du mouvement féministe se tourne avant tout vers l'organisation et la formation des ménagères.

## Premiers essais de réalisation
Malgré la critique véhémente et le rejet, Lily Braun fonde en 1903 une Coopérative d'économie domestique, SARL, pour y concrétiser son idée de maison à cuisine unique. L'architecte Kurt Berndt projette une maison correspondante sur la Place d'Oliva à Berlin-Wilmersdorf, dans laquelle sont prévus tout autour d'une cuisine centrale, « des appartements clairs, aérés, simples, de toutes tailles, avec bain, gazinière, chauffage central, éclairage au gaz et à l'électricité, ainsi que des ascenseurs dans les maisons identiquement aménagées sur rue et sur cour. » Cependant, le projet doit être abandonné dès 1904, faute de soutien et de financement adéquat. Aucune organisation de travailleurs ne veut alors expérimenter avec un modèle d'économie coopérative, et se prêter au reproche de réformisme. Par la suite, ce sera l'économie privée qui se saisira de l'idée et qui réalisera les premières maisons à cuisine unique en Europe.

### Copenhague 1903

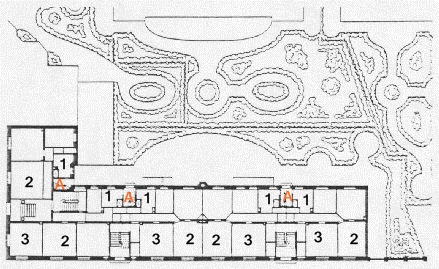
Plan de la Centralbygningen :
A – Monte-plats,
1 – Buffet,
2 – Salle à manger,
3 – Chambre

La première maison à cuisine unique européenne est la Centralbygningen à Copenhague, que l'ancien directeur d'école Otto Fick fait édifier comme maître d'ouvrage en 1903 dans Forchhammersvej 4-8. Désignée comme « réalisation sociale à petite échelle, » elle est explicitement aménagée pour des femmes mariées travaillant, et organisée en entreprise privée, à laquelle tant les locataires que le personnel participent par des apports, et selon le bilan annuel, touchent une part des gains. La maison à louer de cinq étages, avec des appartements de trois et quatre pièces sans cuisine, dispose de chauffage central, d'adduction d'eau chaude et d'aspirateurs centraux. De la cuisine centrale située en sous-sol, des monte-plats électriques conduisent aux salles des buffets dans les appartements, où ils sont dissimulés derrière des tentures. Dans la cuisine, sont employés un chef cuisinier, cinq aides et un machiniste chauffagiste.
Cette construction est accueillie avec intérêt par la presse spécialisée allemande. La Zentralblatt der Bauverwaltung (Feuille centrale de l'administration du bâtiment) donne en 1907 une description détaillée de l'installation et du fonctionnement et exprime explicitement que :  « Les appartements sont parfaitement séparés, […] si bien que le petit monde de la vie familiale reste intact, enfermé sur lui-même. »  Le journal culturel Die Umschau (Le panorama) publie la même année un compte-rendu enthousiaste : 
« La collectivité réside en ce que tout travail ménager est centralisé, si bien que chacun est débarrassé des soucis de nettoyage, aération, lumière, chaleur, nourriture, avec tout leur tralala, les achats, l'allumage du feu, la cuisson, le service, la vaisselle, etc. […] Le ménage collectif est la « Table, sois mise ! » réalisée. Les heureux habitants se lèvent : le petit-déjeuner est là. »
— Rosika Schwimmer, Die Umschau, 1907
L'installation de cuisine centrale à Copenhague subsistera jusqu'en 1942.

### Stockholm 1906

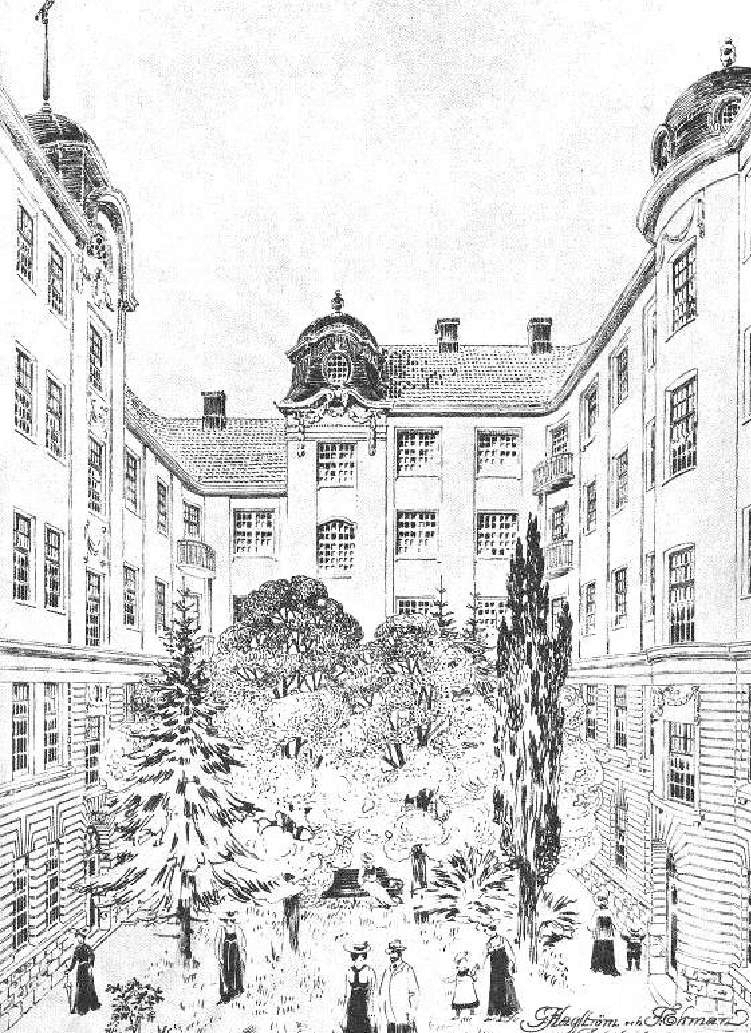
Dessin d'architecte de la cour intérieure de Hemgården, 1905

Sur le modèle de la Centralbygningen de Copenhague, les architectes Georg Hagström et Fritiof Ekman construisent en 1906 le complexe de la Hemgården Centralkök à Stockholm-Östermalm. Il comprend soixante appartements de deux à six pièces, d'une cuisine et boulangerie centrales au rez-de-chaussée. La fourniture des repas a lieu par des monte-plats, et il y a en plus une liaison aux installations de service par téléphone interne. Ces services comprennent une buanderie, un service de nettoyage des appartements, un cirage des chaussures et un bureau de poste. Des chambres de service sont installées pour les employés. La maison est considérée comme une installation pour des familles de bonne situation, qui se partagent les services sous la devise « collectives the maid. » La maison à cuisine unique subsistera jusqu'en 1918, à la suite de quoi des cuisines modernes seront  installées dans les appartements et les salles communautaires seront transformées en salles de party et de hobby.

### Berlin 1908 et 1909
En 1907 est fondée à Berlin la Zentralstelle für Einküchenhäuser G.m.b.H. (Centrale pour les maisons à cuisine unique, SARL), dont se sépare l'année suivante la Einküchenhaus-Gesellschaft der Berliner Vororte m.b.H. (EKBV - Société des maisons à cuisine unique de la banlieue de Berlin, SARL). Leurs programme est de promouvoir l'édification de systèmes centraux d'économie domestique. À cette fin, la société édite en 1908 une brochure sous le titre Das Einküchenhaus und seine Verwirklichung als Weg zu einer neuen Heimkultur (La maison à cuisine unique et sa réalisation, voie d'une nouvelle culture de l'habitat). Elle y montre que ce type de bâtiments rend possible aux locataires un nouveau style d'habitat, et devrait dissiper les conflits sociaux. On se réfère explicitement au débat sur les idées de Lily Braun, mais on n'évoque pas les tentatives de coopératives contemporaines. La technicisation et la centralisation des ménages économiquement arriérés ne peuvent être réalisées que sous la forme d'une organisation formellement capitaliste. La société fait valoir des calculs selon lesquels la vie en maisons à cuisine unique ne serait pas plus onéreuse que celle dans un immeuble locatif normal, « sans compter les grandes valeurs idéales que l'on y gagne. » On y cite« principalement les participants aux soi-disant professions libérales, qui aspirent à sortir de l'inculture du logement et de la calamité de la domesticité, ou chez lesquels la femme veut se libérer pour une vie professionnelle propre, surtout dans le champ intellectuel ou artistique. » Parmi les plans de construction de la société, il est aussi prévu une extension aux milieux de travailleurs. Pour cela, on recherche pour le système d'économie centralisée une production indépendante de vivres et de biens agricoles qui pourrait être rattachée aux maisons à cuisine unique par un mécanisme de trust.
À partir du 1/10/1908, la première maison à cuisine unique de Berlin, construite par l'architecte Curt Jähler sur le parc Lietzensee à Berlin-Charlottenburg, 13 rue Kuno-Fischer, peut être occupée. C'est un immeuble de cinq étages, avec une maison sur rue et un petit jardin, deux ailes latérales et un bâtiment perpendiculaire. Il est équipé de chauffage central, et d'alimentation en eau chaude, les appartements de deux à cinq pièces disposent de bain, pièce de buffet avec monte-plats et téléphone intérieur. La cuisine centrale se trouve en sous-sol et  fonctionnera jusqu'en 1913. Il a été rapporté que le fait d'habiter dans cette maison pour une famille moyenne revient à 15% plus cher que dans un logement conventionnel, mais les milieux qui peuvent se payer ces prix ne veulent pas se priver de domestiques, pour des questions de prestige.
Le 1/4/1909, les maisons à cuisine unique de Lichterfelde-West, pour la réalisation desquelles on a réussi à obtenir le concours de l'architecte Hermann Muthesius sont terminées. Il s'agit là de deux immeubles locatifs de trois étages, une maison de coin au 59 rue de Potsdam (maintenant coin de Unter des Eichen et de Reichensteiner Weg) avec un plan en L, comprenant exclusivement des appartements de trois pièces, et une maison rectangulaire perpendiculaire à la Ziethenstrasse (aujourd'hui Reichensteiner Weg) avec des appartements de deux à quatre pièces. Par rapport à l'immeuble de Lietzensee, le concept a été modifié par un « programme culturel enrichi ». Les deux maisons disposent d'une cuisine centrale en cave, d'où des monte-plats transportent les repas dans les appartements. Il n'y a pas de salle à manger commune. Par contre, des terrasses de toit sont utilisées collectivement, et un jardin d'enfants y est rattaché. Les appartements ont des cuisines de dépannage, installées avec des gazinières, des conduites d'eau chaude et des téléphones intérieurs. Un grand terrain et des jardins entourent l'ensemble de l'installation. Il faudra abandonner la cuisine centrale en 1915, et les maisons seront démolies en 1969/1970 dans le cadre de l'élargissement de la rue Unter den Eichen.
C'est aussi le 1/4/1909 que les maisons à cuisine unique de Friedenau 17-20 Wilhelmshöher Straße sont prêtes pour l'emménagement. C'est un complexe de bâtiments de l'architecte Albert Gessner, qui se compose de trois immeubles, dont deux sont symétriques autour d'une cour sur rue avec jardin couvert, la troisième s'y accolant en direction opposée à la rue. Ce sont des immeubles crépis, avec des toits en croupe, des arcades, des loggias et des balcons, qui s'inspirent du style des maisons de campagne. Les maisons sont équipées de terrasses de toit mi-ouvertes et mi-couvertes, avec douches attenantes, d'une salle de gymnastique avec appareils, un grenier pour les meubles, de pièces antimites, de garages à bicyclettes, de chambres noires pour travaux photo, d'une buanderie, de séchoirs à linge, de salles à repasser et d'une installation d'aspirateur central. À la cave de la maison 18/19 il y a la cuisine centrale, la desserte des plats étant prévue en tout par 9 monte-plats, reliés en cave par un réseau de voies. En plus on a installé un jardin d'enfants, dirigé par une pédagogue de l'éducation nouvelle. En 1917/1918, il faudra abandonner la cuisine centrale.

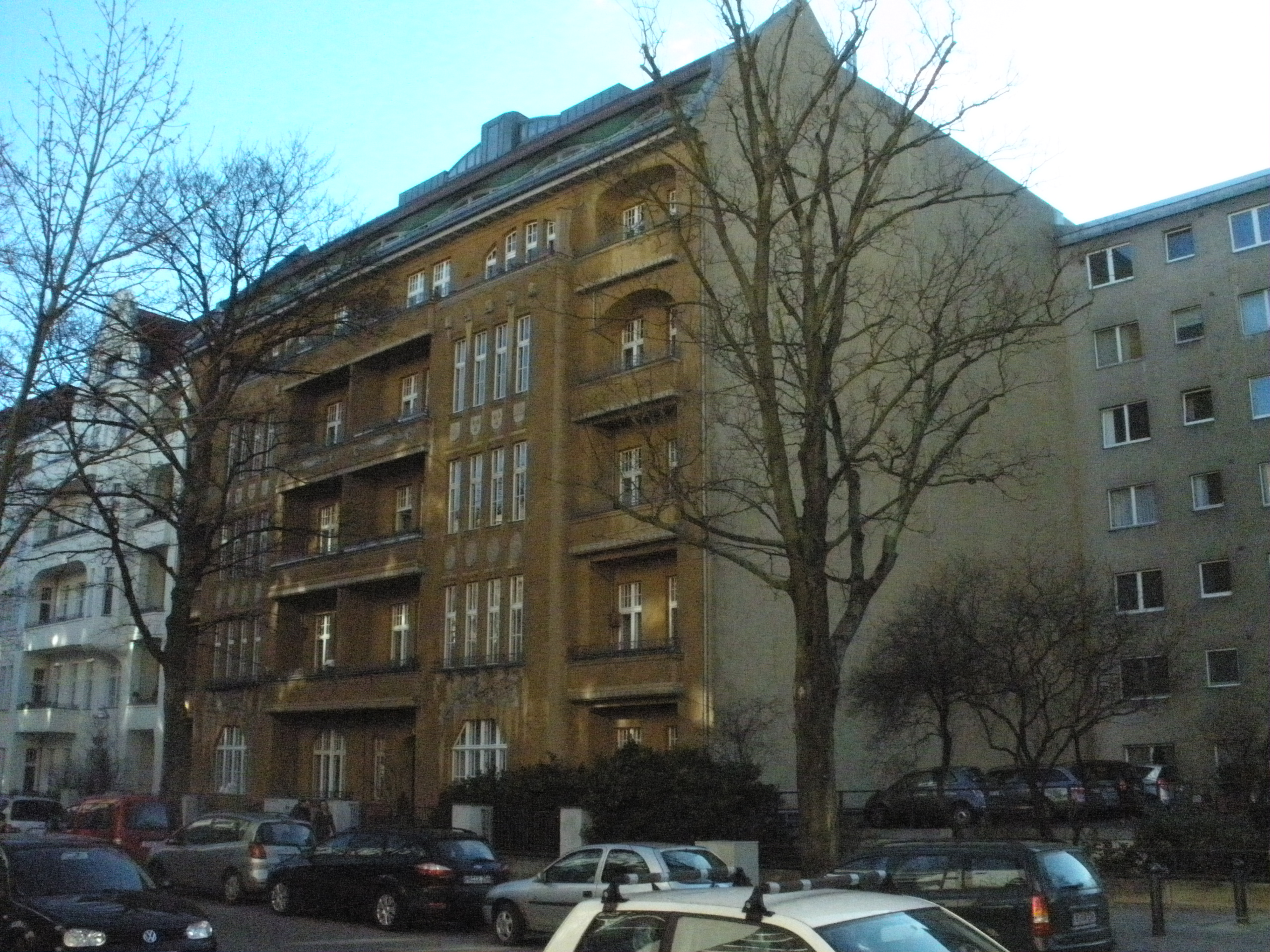
13 rue Kuno-Fischer

Les maisons de la Wilhelmshöher Straße sont placées sous la protection du patrimoine culturel. Elles ont de plus été nommées monuments historiques, car quatre membres de la résistance allemande au nazisme de l'Orchestre rouge y ont résidé dans les années 1930 et 1940 jusqu'à leur incarcération, au no 17 Erika von Brockdorff et son mari Cay Brockdorff, et au no 19 Adam Kuckhoff et sa femme Greta Kuckhoff

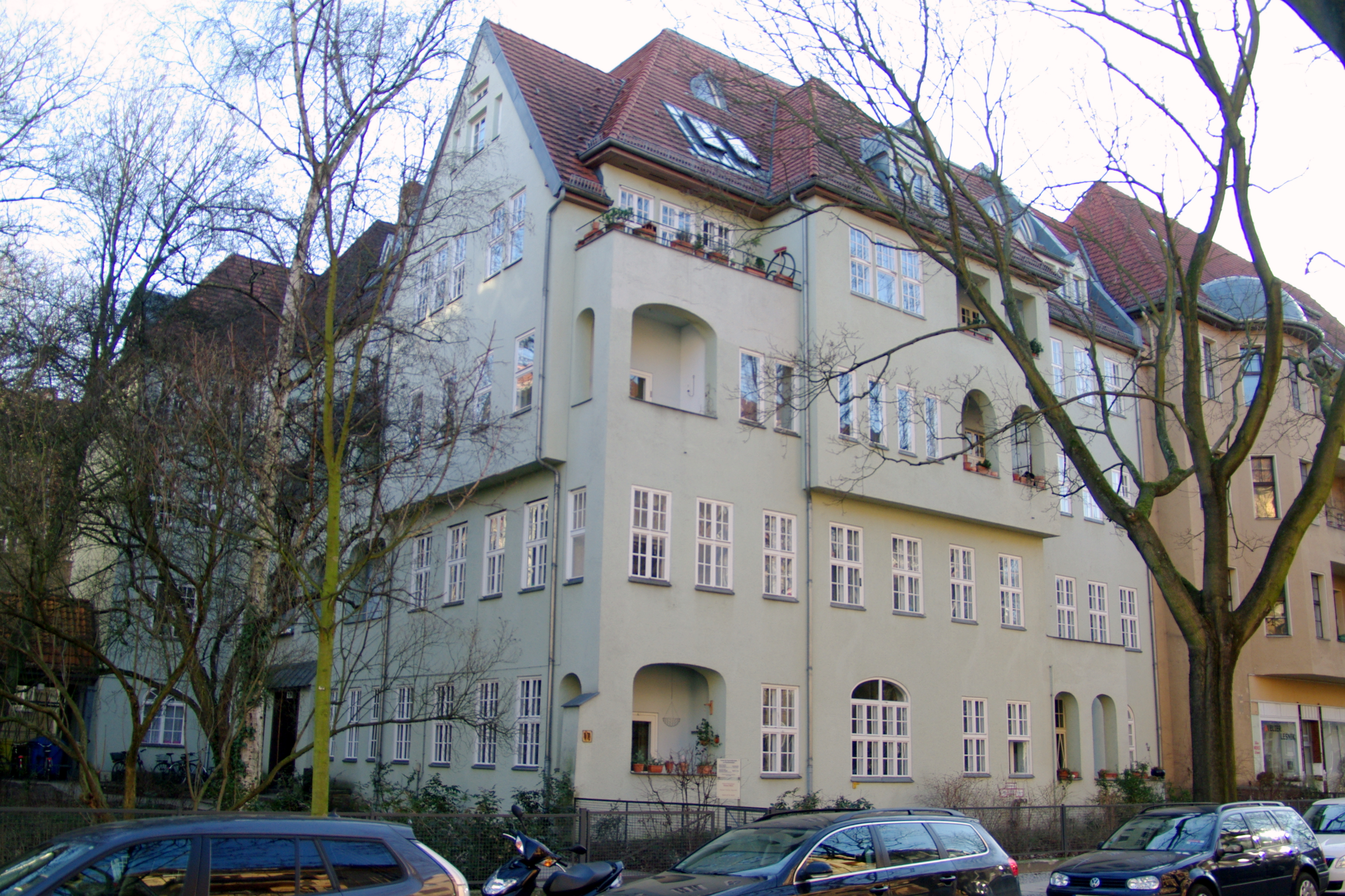
17 Wilhelmshöher Straße
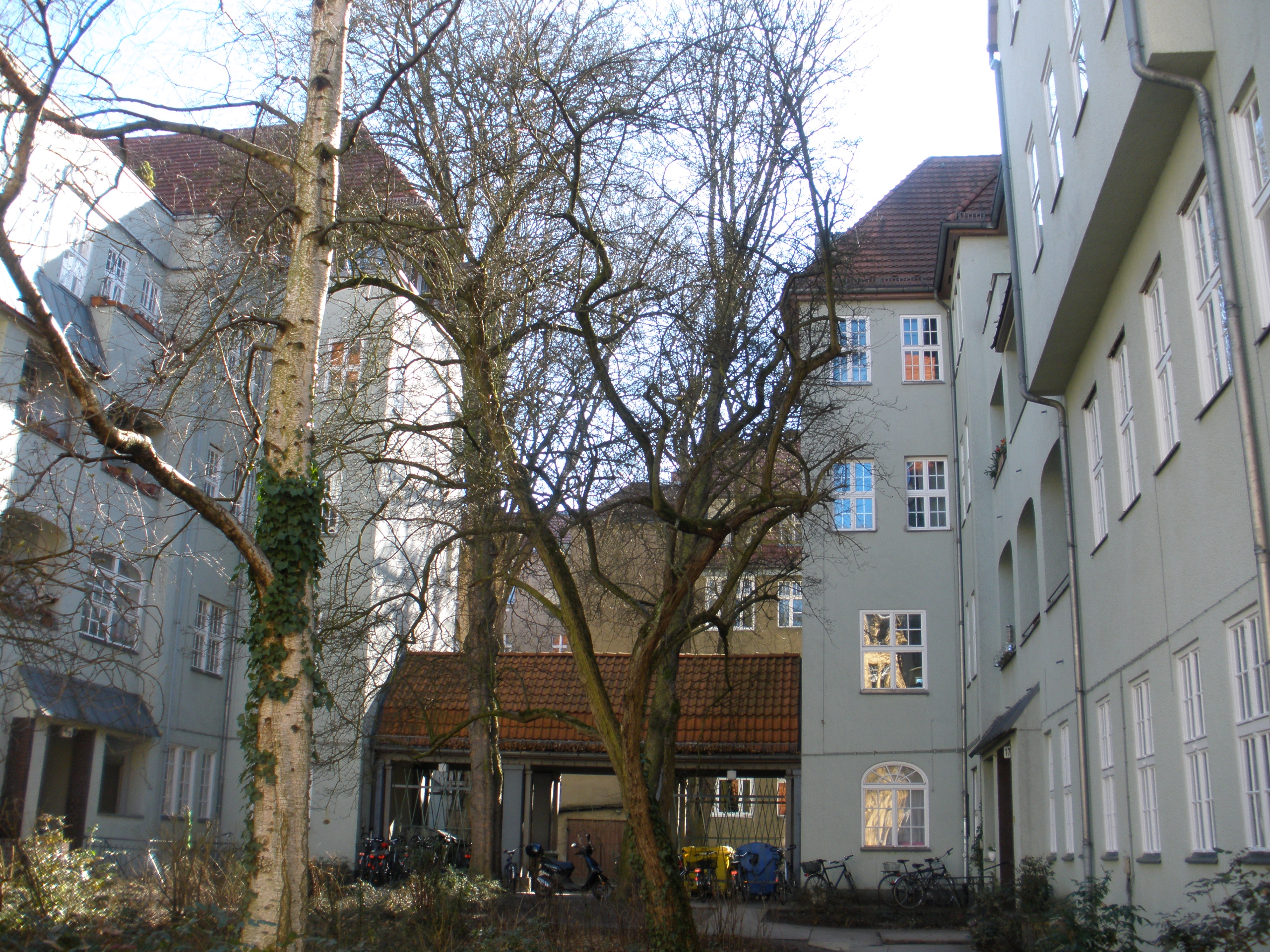
Jardin d'entrée
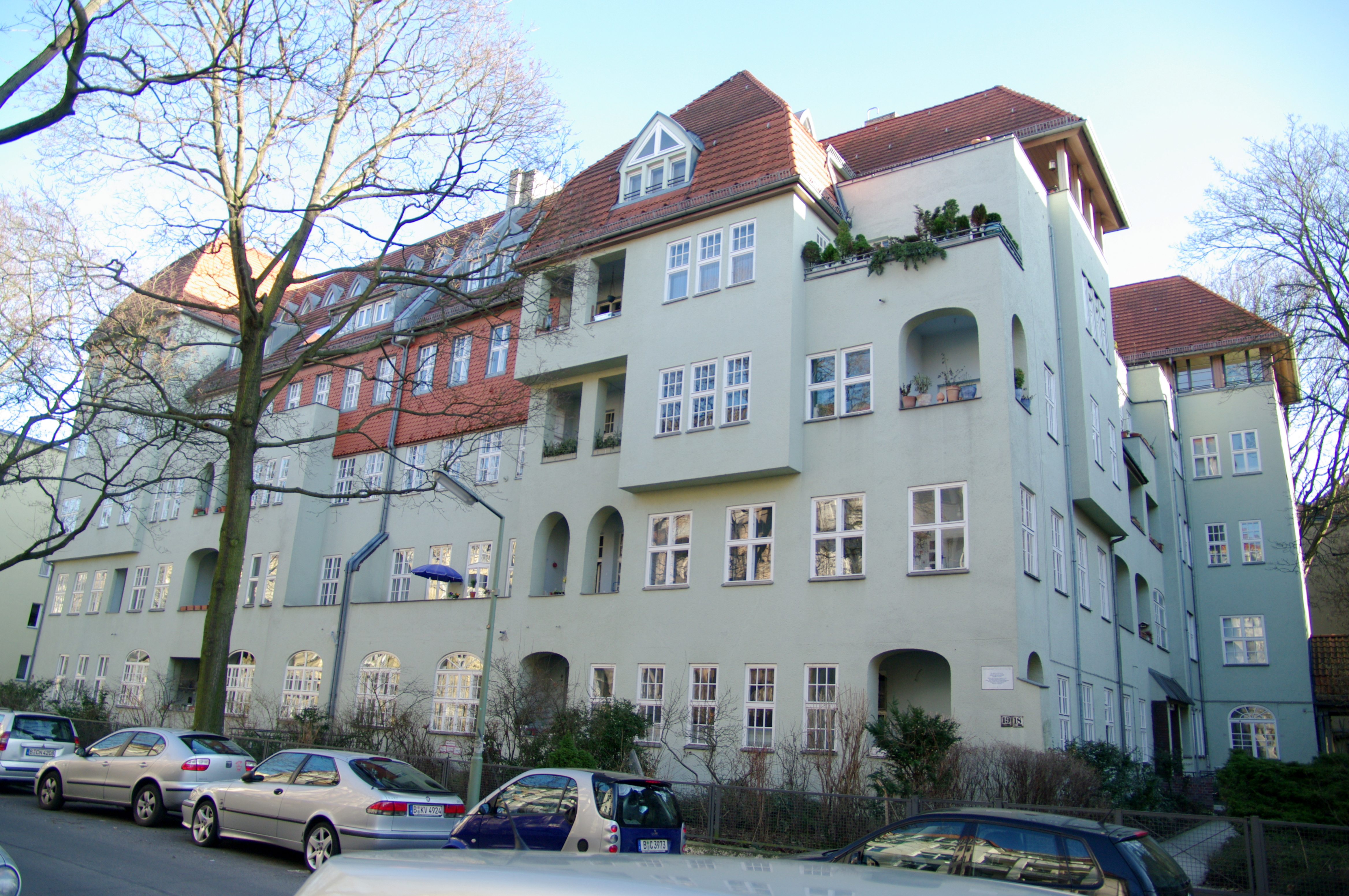
18–20 Wilhelmshöher Straße
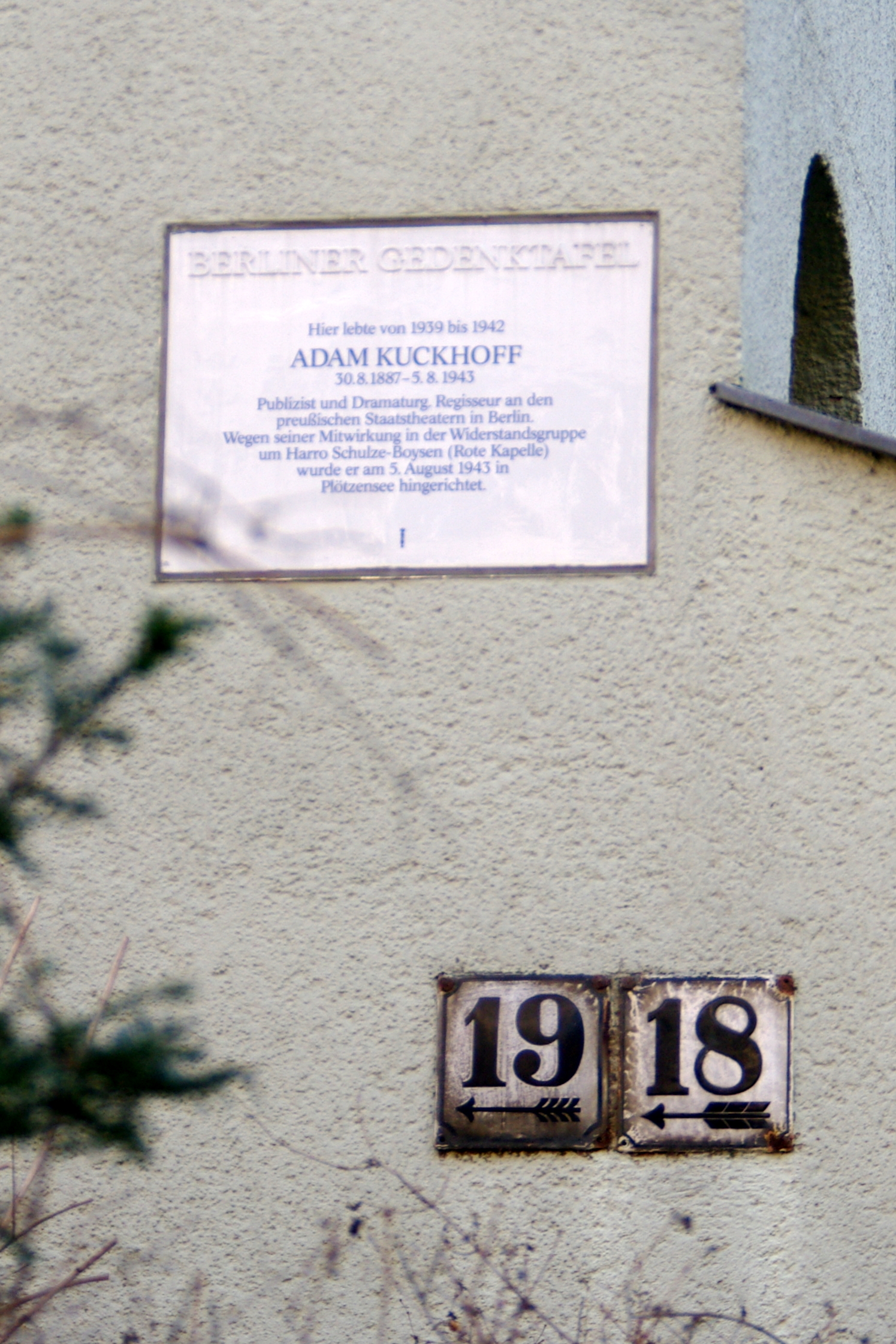
Plaque mémoriale d'Adam Kuckhoff
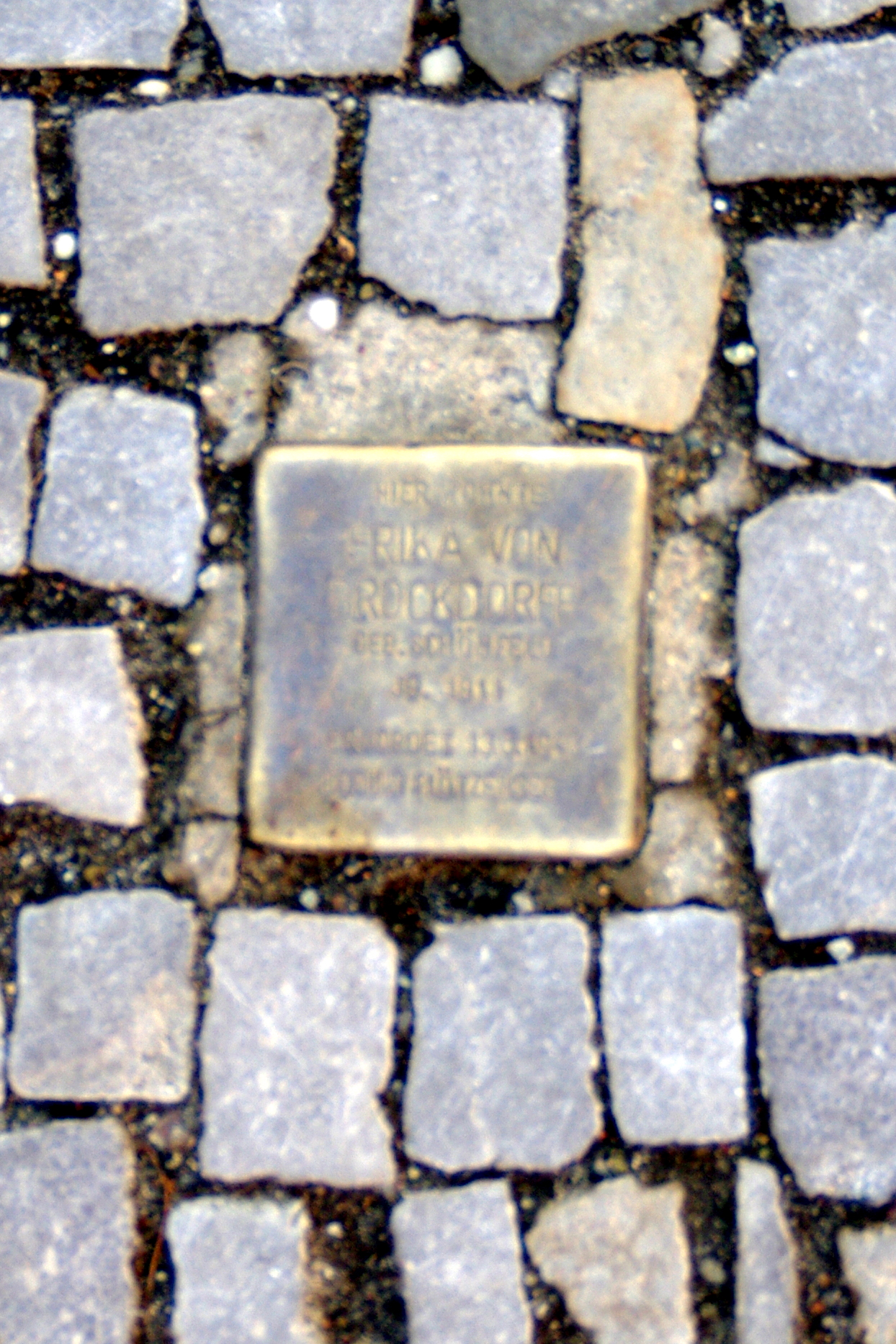
Stolperstein pour Erika von Brockdorff

Bien que les maisons à cuisine unique  trouvent un grand écho, et que les appartements soient déjà loués ferme avant la mise en fonction, l'entreprise échoue. La Société des maisons à cuisine unique fait faillite dès mai 1909. Les raisons invoquées sont les résistances dans l'organisation et le manque de capital. Pendant une période de transition, les cuisines centrales sont maintenues par les habitants en autogestion coopérative. Les maisons trouvent un accueil positif de la part de l'architecte Stefan Doernberg, qui publie en 1911 un article sur le problème des maisons à cuisine unique. Il établit que le fonctionnement est rentable, et que l'essai avec des « locataires avec peu d'enfants et de haut niveau de formation, avec une direction professionnellement intéressée » sur une base capitaliste réussirait. Il conclut avec l'invitation à ses collègues architectes de reconnaître l'importance sociale et économique de leur profession et de bien vouloir entreprendre de telles actions

## Histoire du discours - Construction coopérative de logements
« Certes, les trônes sont renversés, mais le vieil esprit reste fermement enraciné dans tout le pays »
— Walter Gropius, Baukunst im freien Volksstaat, 1919
Après la première Guerre mondiale, les restrictions et les manques définissent aussi la politique de la construction, et l'élimination de la misère du logement des masses est considérée comme un devoir très urgent. Les tentatives de socialisation, ou les baisses de prix du terrain, après reprise d'appartements dans les administrations communales ou coopératives échouent à cause des circonstances politiques fragiles de la jeune république de Weimar. Les stratégies pour résoudre le problème de la pénurie de logements sont envisagées surtout dans la rationalisation de la construction. Les architectes d'avant-garde s'opposent aux programmes de réforme, et s'attachent à une nouvelle construction d'appartements populaires. Cependant, celle-ci reste immobilisée jusqu'environ 1924, en théorie et dans de nombreuses brochures, lignes de conduite et prises de position, tandis que les anciennes institutions de la construction de logements établissent la future politique de construction dans les schémas petite maison et appartement dans la verdure. Cependant le modèle de maison à cuisine unique trouve une entrée ponctuelle dans les contributions de sociologues et d'architectes, en particulier du point de vue aggravé de l'économie.

### L'économat, un modèle économique populaire
En 1919, Claire Richter, reçue docteur en économie populaire publie une étude élaborée sur le plan historique sous le titre L'économat, activité économique ménagère comme fin en soi. Sous la dénomination d'économat, elle désigne le modèle de la maison à cuisine unique, pour souligner sa signification comme forme d'économie. Après une présentation détaillée de l'histoire de l'économie domestique centralisée, de Fourier jusqu'à l'époque contemporaine, elle traite de l'utilité économique de la main-d'œuvre féminine. Elle présente, documents à l'appui, l'énorme gaspillage causé par les ménages privés de toutes les couches sociales, et qu'il faut maîtriser face aux crises économiques. Elle considère la centralisation de l'économie domestique comme un chemin possible, pour économiser des moyens et des ressources, et qui se distingue par sa finalité propre, qui en fait une différence avec tous les « hébergements à haute multiplicité comme les établissements d'enseignement et de soins, les hospices de vieillards et de pauvres. » Dans son texte, elle se tourne en particulier vers les institutions de la réforme des logements, pour établir « une vision subjective des réformateurs et entrepreneurs objectivement concernés. »
En 1921, Claire Richter fonde en collaboration avec la juriste féministe Wally Zepler et l'architecte Robert Adolph l'union d'utilité publique de Berlin-Lankwitz pour l'économie à cuisine unique, pour favoriser sur le plan tant politique que pratique l'établissement de maisons à cuisine unique. Ce souhait trouve un soutien notamment chez la députée au Reichstag social-démocrate Marie Juchacz. En octobre 1921, l'union organise à Berlin une manifestation sous la devise Économie à cuisine unique sociale - une exigence du temps, et vote une résolution demandant la construction de maisons à cuisine unique d'utilité  publique dans le cadre de la construction étatique de logements. On y note : 
«  [...] que la gestion rationnelle des ménages dans le cadre d'une économie d'utilité  publique à cuisine unique est propre à alléger substantiellement la situation des femmes. [...]  Par une formation économique de la consommation domestique d'une part, et par une utilisation très  inégale des installations de construction pour l'habitation d'autre part, elle réussit à rendre supportables les restrictions aujourd'hui valables du point de vue de l'économie publique ou privée. »
— Résolution de l'union de Lankwitz, octobre 1921
De plus, l'union élabore un projet pour un terrain près du parc de Lankwitz, où les cuisines individuelles de 42 maisons à famille unique sont remplacées par une cuisine centrale, et une installation de transport suspendu doit établir les relations. Organisation, administration et gestion de la cuisine sont pensées sur le modèle coopératif. C'est le premier modèle d'ensemble à cuisine unique basé sur des maisons à famille unique. Elle ne sera pas réalisée, et les raisons n'en sont pas connues.

### Concepts de réforme de l'architecture
Le modèle de maison à cuisine unique ne trouve d'entrée que ponctuellement dans les stratégies de planification urbaine dans les années 1920, tandis que dans l'architecture d'habitation, l'installation d'infrastructures globales comme des buanderies ou des boutiques, a précédé. Les architectes Peter Behrens et Heinrich de Fries constatent qu'à côté de la rationalisation de la construction, la rationalité de l'organisation de la vie commune peut au mieux se réaliser dans le système des maisons à cuisine unique, mais cette idée ne trouve pas de réalisation de leur part. Hermann Muthesius, qui a construit en 1908 pour la société des maisons à cuisine unique des faubourgs de Berlin une habitation comparable à Berlin-Lichterfelde abandonne alors l'idée comme un pis-aller. L'architecte autrichien Oskar Wlach s'applique à la réalisation de maisons à cuisine unique. Il y voit le développement d'une nouvelle forme d'habitation, entre l'économie familiale de l'immeuble locatif et la prise en charge communautaire de l'hébergement en hospice : « Ce type intermédiaire doit relier l'individualisation du foyer familial avec l'économie d'une gestion unifiée et les agréments d'un rêve éveillé commun. » Henry Van de Velde est aussi un partisan de la cuisine centrale, celle-ci étant du point de vue architectural dans le contexte typologique de l'immeuble de location urbain, puisque son aspect n'est pas influencé par la cuisine. Mais la maison à cuisine unique porte en soi le germe d'une communauté plus étroite, « car nous ne nous satisferons plus longtemps d'une maison dans laquelle seule la cuisine est coopérative. »
L'architecte et urbaniste Fritz Schumacher, est à partir de 1908 architecte de la ville, puis de 1923 à 1933 directeur des services d'urbanisme de la ville de Hambourg. Dès 1909, il s'occupe intensivement du pour et du contre de l'immeuble à cuisine unique. Il y voit la possibilité d'un progrès dans la culture de la grande ville, et en particulier pour les souhaits d'émancipation des femmes. Ses arguments pour sont les possibilités d'économie dans l'aménagement des pièces, l'aide aux intérêts intellectuels des femmes libérées de leurs petites tâches, la libération de la fonction de cuisinière au caractère domestique, et l'amélioration de la culture gastronomique par des professionnels. Comme arguments contre, il produit la perte d'individualité, la perte du soutien matériel et idéal dans le ménage, en particulier quand la femme ne travaille pas, et la dépréciation continue du foyer individuel. Remarque anecdotique de Schumacher : « il faudrait regretter la perte du privilège de bien des maîtres de maison qui possèdent à la maison avec leur épouse une cuisinière admirable. » En 1921, Schumacher essaie ses idées sur les maisons à cuisine unique en construisant la colonie de Dulsberg à Hambourg-Nord, mais échoue contre les résistances du Sénat.

### La rationalisation de l'économie domestique

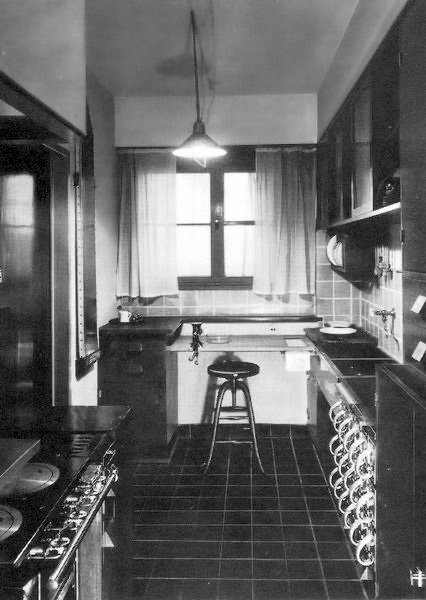
Modèle réformé de cuisine de Francfort, 1926

À partir du milieu des années 1920, la discussion sur la maison à cuisine unique est rattrapée par la rationalisation de l'économie des ménages, et en particulier par la standardisation des cuisines. Un grand succès du mouvement féministe est l'inclusion directe des organisations féministes dans les institutions de construction. Comme un projet des plus efficaces de l'époque, on compte la société de recherche du Reich pour l'économie de la construction et du logement, initiée par la députée Marie Elisabeth Lüders. Elle soutient des habitations d'essai, dans la modernité classique, comme la Weißenhofsiedlung à Stuttgart, la colonie de Törten (de) à Dessau-Roßlau et celle de Praunheim à Francfort, qui sont étudiées du point de vue de l'économie domestique et de l'adéquation à la famille, par des architectes, des ingénieurs et des représentantes des ligues féminines. La « libération des femmes des relents de la cuisine » se déplace vers la conception de cuisines modernes selon les principes d'une économie domestique rationnelle. Le plan et l'installation y sont choisis du point de vue d'un déroulement du travail sans difficulté, le  type en étant la cuisine de Francfort mise au point par l'architecte viennoise Margarete Schütte-Lihotzky en 1926.
Schütte-Lihotzky expose les points forts de la rationalisation du ménage individuel vis-à-vis de la centralisation de l'économie domestique dans un article de 1927 : le concept de maison à cuisine unique souffre de ce qu'il présuppose de la part de ses habitants une vie stable, puisque les cotisations pour la cuisine centrale, le chauffage central et autres installations communes doivent être réglées en toutes circonstances, mais elles ne peuvent pas l'être par ceux qui peuvent être chômeurs pendant une courte période.
« Après avoir reconnu qu'il ne peut pas être question de la maison à cuisine unique pour une très grande partie de la population, il faut tout faire pour réformer le ménage individuel et retirer à la femme tout travail inutile. »
— Margarete Schütte-Lihotzky
La réorientation vers le concept de rationalisation se produit complètement et vite, car la cuisine standardisée n'a pas seulement l'avantage d'un déroulement optimisé du travail, qui permet la conduite d'un ménage selon des principes économiques, mais elle peut aussi être aménagée à bon compte dans la construction de masse. Le modèle de la maison à cuisine unique est battu par ce concept, et est considéré comme un échec tant dans la construction coopérative que dans celle de masse. « Dans les chaînes de montage de la construction en ligne, et dans la demande (maîtresse) de fonctionnalité de la forme de l'appartement standard, on voit disparaître ce que nous avons connu comme vie et espace sociaux dans les cours, les galeries, les assemblées d'habitants, les salles à manger et de lecture des maisons à cuisine unique. Cette vie sociale passe maintenant pour du gaspillage. »

## Maisons à cuisine unique coopératives

### Letchworth 1909
Le mouvement des cités-jardins est en même temps un parallèle et un contraire à celui de la maison à cuisine unique urbaine, en ce sens qu'elle recherche une « communauté idéale », en dehors de la ville. Les deux concepts de réforme ont en commun une vue sur l'architecture : un environnement construit autrement marquera autrement un comportement social. Mais à la différence du but de la création d'un foyer individuel au sein de la cité-jardin, le modèle de maison à cuisine unique s'oppose à la création de la propriété individuelle de petite maison. Cependant Ebenezer Howard  planifie au sein de la Cité-jardin de Letchworth, la première cité-jardin réalisée en Europe, la construction d'un complexe d'immeuble à cuisine unique. Sous la direction de l'architecte Clapham Lander voit le jour en 1909/1910 la coopérative Homesgarth (aujourd'hui Solershot House), un complexe de maisons de deux ou trois étages, avec 24 appartements sans cuisine, au milieu desquels un domaine commun est aménagé, avec cuisine centrale, salle à manger, et salles de séjour. Cela doit former un bloc fermé autour d'une cour, mais le projet ne sera réalisé qu'à moitié.
« Les appartements n'ont que des installations pour la préparation de tout petits repas et le nettoyage de la petite vaisselle ; la grande vaisselle est nettoyée dans la cuisine principale, qui est équipée au mieux avec des appareillages évitant le travail. À côté de l'aile des maisons, il y a une crèche pour les enfants, gérée  par une surveillante maternelle. Une grande pièce ensoleillée y accède vers un terrain de jeux pour les enfants, heureusement aménagé à l'air libre. En outre, il y a aussi, bien aménagée, une buanderie avec toutes les installations souhaitables. »
— Ebenezer Howard, A new Outlet for Woman's Energy, juin 1913

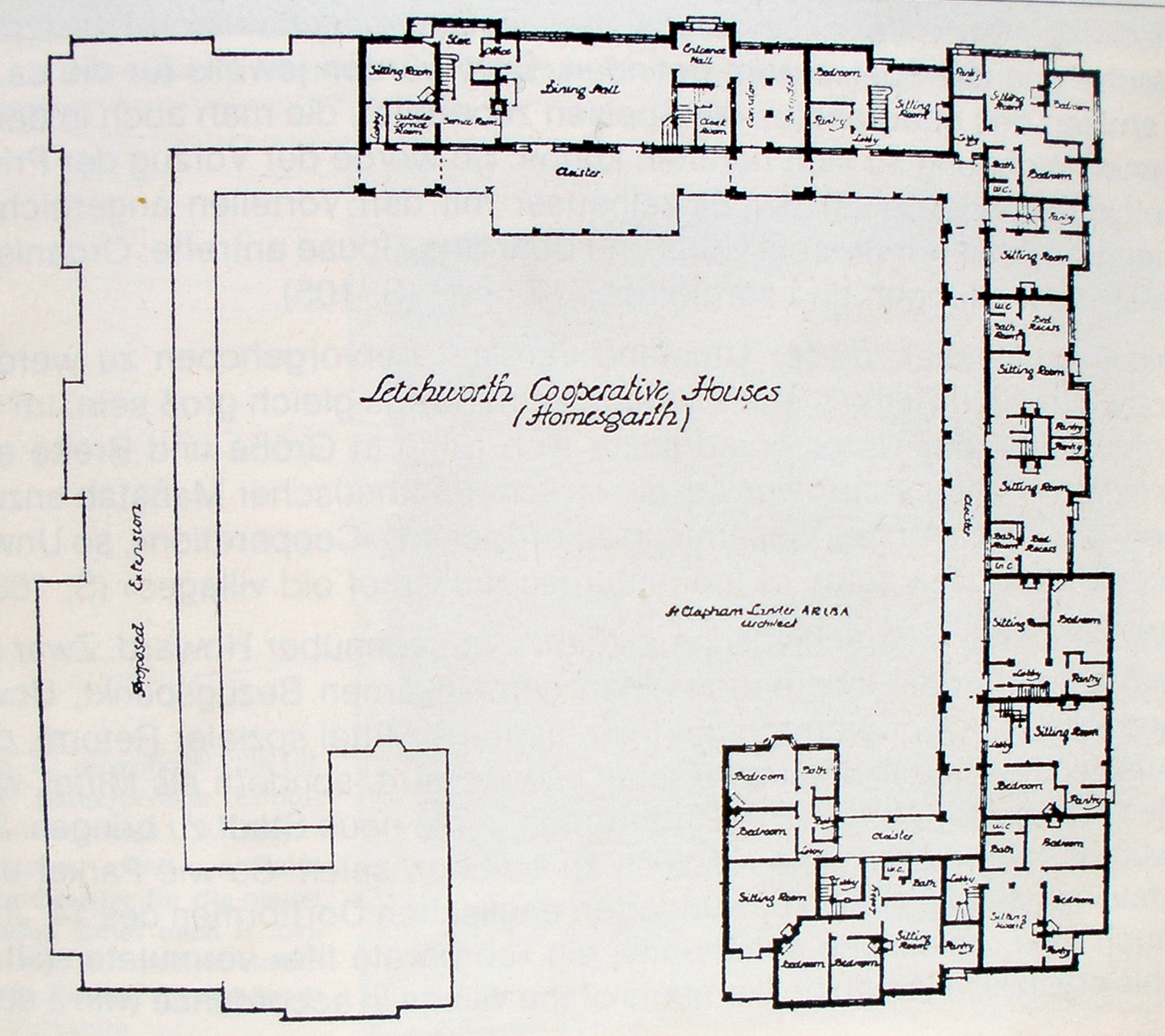
Esquisse du plan de Homesgarth

La maison est organisée sur une base coopérative. L'achat des vivres et des combustibles est entrepris en commun, les coûts des installations centrales, de la cuisine et du personnel de service étant réparti entre habitants. Bien que l'on ait voulu se distancier des socialistes précoces, et que l'on ait recherché un équilibre entre les intérêts collectifs et familiaux, Homesgarth est souvent comparé avec les expériences communautaires de Fourier.

### Zurich 1916
Un projet planifié comme maison à cuisine unique, mais en dernière analyse resté inaccompli est la Maison de l'Américain à Zurich, rue Ida. Le réformateur social Oskar Schwank fonde en 1915 la coopérative de la maison d'habitation et de restauration, et fait construire la maison collective sur le modèle du Familistère de Godin à Guise. Outre la cuisine centrale et la salle à manger au rez-de-chaussée, il y a aménagées dans l'espace central, tout autour d'une cour, des pergolas à tous les étages. Mais au cours du processus d'attribution du permis de construire, Schwank doit changer les plans, installer des cuisines individuelles dans les appartements, et transformer la cuisine centrale en restaurant. Cependant, en raison de son mode de construction, il reste considéré jusqu'aux années 1940 comme un modèle collectif, car les larges pergolas, la cour et le restaurant Ämtlerhalle, sont favorables aux activités de communication des habitants. La vie collective dans cette maison sera étudiée en 1976 par le sociologue Peter Trösch par des interviews avec les habitants, et publiée. Ceci est remarquable, car c'est un des rares témoignages de la vie quotidienne dans les installations collectives des années 1920. Un thème qui n'y est qu'effleuré est l'aspect de l'effet de l'architecture : « Si la maison a fait surgir un sentiment de communauté et de communication productive parmi les habitants, […] c'était sûrement dû au mode de construction, qui suivait le type de la maison à cour intérieure avec pergolas, contrairement à la maison de Copenhague. » Après la fin de la construction, le bâtiment reste la propriété coopérative des ouvriers qui ont participé à la construction. En 1946, il passe comme Ämtlerhalle AG dans la propriété de la brasserie Zürcher Löwenbräu.

### Hambourg 1921

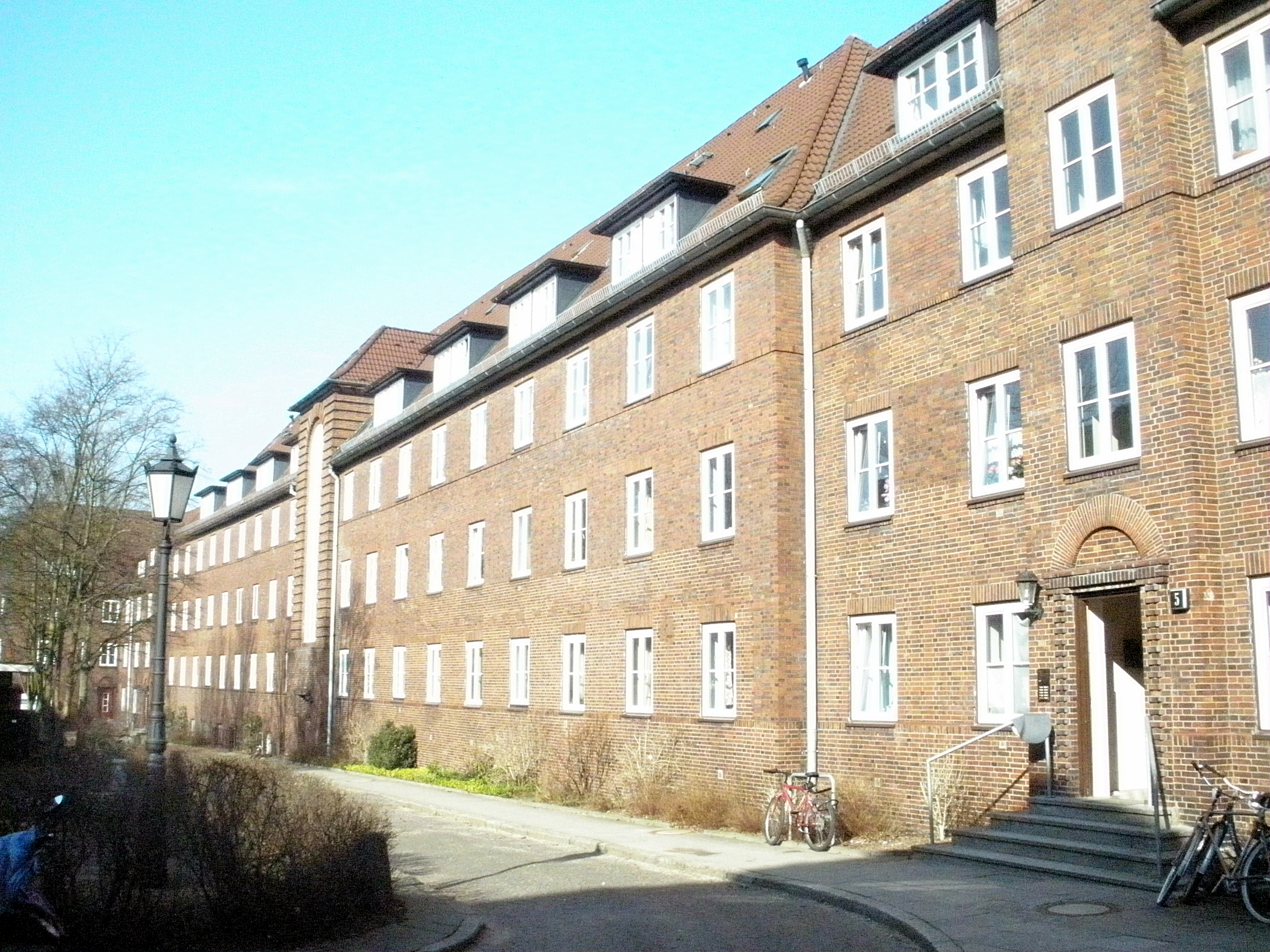
Ancienne maison des célibataires dans la colonie de Dulsberg.

Dulsberg est initialement un terrain agricole au nord-est de Hambourg, prévu à partir d'environ 1910 pour des constructions en vue d'agrandir la ville. Celles-ci sont changées à partir de 1919 par un plan de construction réformée sous la direction du directeur de la construction de la ville Fritz Schumacher. Le premier bloc d'habitation réalisé comprend la colonie de Dulsberg. Le maître d'ouvrage est la ville, représentée par son service de la construction. Schumacher commence par concevoir ces dix blocs d'habitation comme maisons à cuisine unique, avec dans chaque bloc un petit restaurant pour l'approvisionnement commun. Celui-ci doit être mené de façon coopérative ou en libre entreprise. Cependant, le Sénat et la commission de l'habitat repoussent le projet : 
« Des réticences sont [...] exprimées de presque tous côtés contre l'introduction de maisons à cuisine unique. Cette innovation n'aboutirait qu'à détruire les foyers familiaux, et ainsi à miner le sens de la famille. Ils échoueront sans doute contre la résistance des ménagères hambourgeoises, qui préfèreraient gérer leur ménage de façon autonome. »
— Compte-rendu du bureau de la construction de  Hambourg du 11/3/1920
Schumacher ne peut changer, à l'essai, ses plans que pour un des dix blocs de la colonie. Dans la partie est, entre 8-10 rue d'Alsace et la rue de Memel, il conçoit en 1921 une maison des célibataires de trois étages en briques, avec cuisine centrale et salles de restaurant. Mais l'idée centrale de la maison à cuisine unique, de supprimer le ménage habituel au profit d'une forme d'économie collective, n'est pas atteinte par cette réalisation. La maison est utilisée pendant quelques années comme résidence d'étudiants, puis transformée en immeuble normal d'habitation avec des cuisines individuelles.

### Vienne 1923

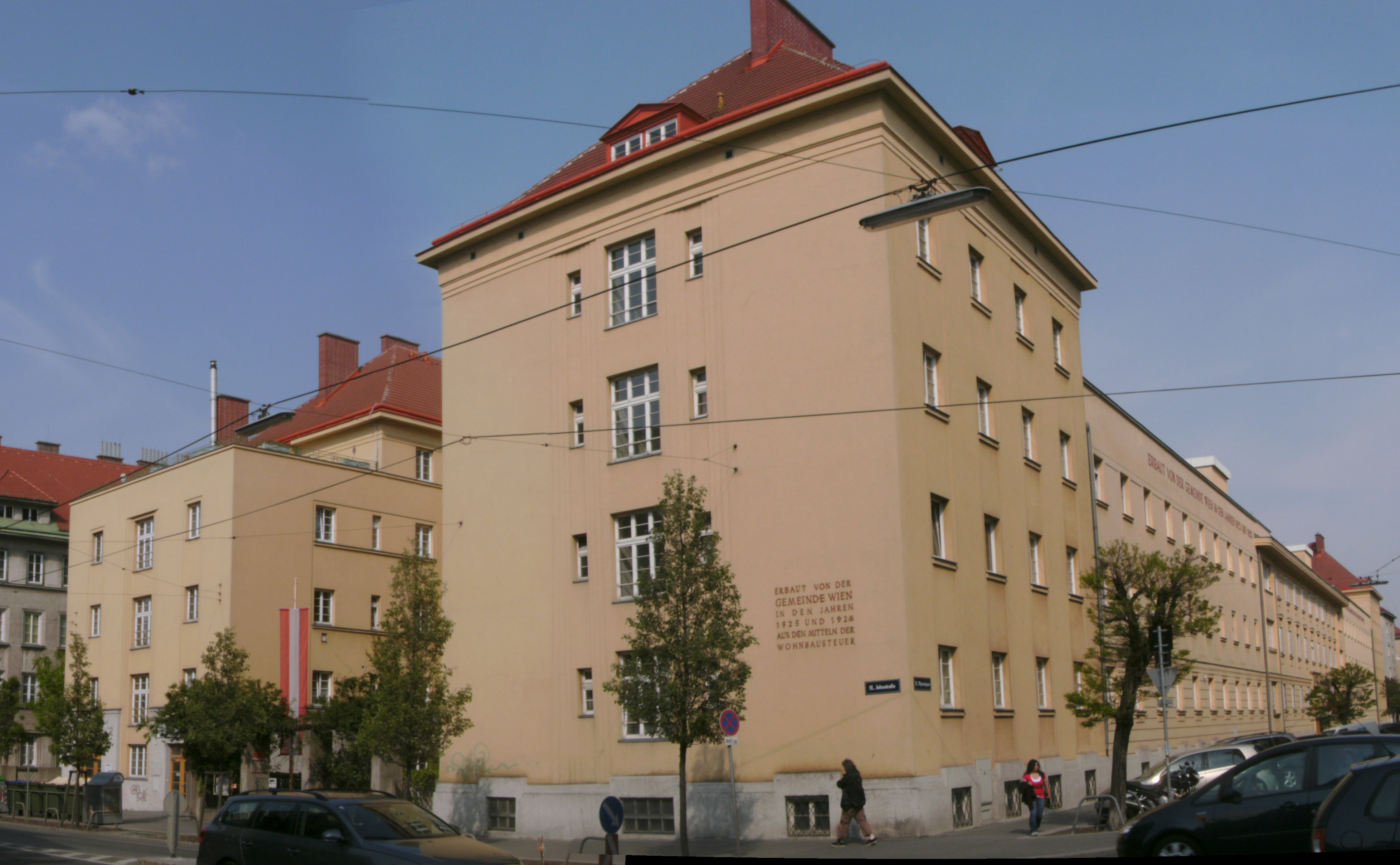
Heimhof, au coin de la Johnstraße et de la Pilgerimgasse, Vienne 15.

Le Heimhof sur la Pilgerimgasse à Vienne passe pour une des maisons à cuisine unique les plus connues. Elle est construite de 1921 à 1923 comme projet de construction de logements communaux de Vienne la rouge, sur les plans de l'architecte Otto Polak-Hellwig. Le maître d'ouvrage est la coopérative d'utilité publique de construction et de logement de Heimhof, qui remonte à une initiative de la réformatrice sociale Auguste Fickert, qui a géré dès 1911 une maison pour les femmes célibataires actives. Le noyau de l'installation est un immeuble de trois étages dans la Pilgerimgasse, avec 24 petits appartements pour des couples et des familles dans lesquels les deux parents exercent une profession. La cuisine centrale et une salle à manger commune forment le cœur de l'installation. Des monte-plats conduisent aux appartements, qui sont équipées au lieu de cuisines de niches-café, où l'on peut préparer de petits plats. Les employés de la cuisine centrale sont des employés de la commune, qui sont aussi chargés du nettoyage des appartements et du soin au linge. À cette fin, une buanderie est aménagée en sous-sol. D'autres installations collectives comprennent des salles de lecture, des bains chauds, des jardins de toit, et des terrasses au soleil. L'alimentation et l'animation des enfants pendant les temps de travail des parents sont décrits comme excellents.
En 1924, la coopérative se heurte à des difficultés financières, la commune de Vienne reprend la  maison dans son parc immobilier, la gestion restant coopérative. Selon les plans de l'architecte Carl Witzmann le Heimhof est agrandi en 1925 d'un immeuble isolé en un bloc fermé avec en tout 352 logements. On intègre le jardin d'enfants à l'intérieur du bloc. Pendant sa période d'existence, le Heimhof fait l'objet de critiques très variées, par exemple en 1923, il est dit à une séance du conseil municipal de Vienne : 
« C'est de la folie de faire habiter une famille dans une telle maison à cuisine unique. Il ne faut pas non plus conseiller de retirer à la ménagère tous les soucis pour son ménage. La jeune ménagère ne doit que s'en soucier, elle doit apprendre à gérer et à économiser, cela ne pourra lui être qu'utile pour l'avenir. »
— Compte-rendu de la séance du conseil municipal du 9/3/1923
Par contre, une revue d'architecture de 1924, après une description très détaillée et positive, salue le projet comme montrant l'avenir :
« Certes, même la maison à cuisine unique ne représente pas le plus haut bonheur de l'économie domestique. Mais c'est certainement une étape pleine de perspectives sur la voie de la libération de l'humanité travaillant de la tête et de la main, du lest superflu de l'activité ménagère. »
— B.F. Dolbin, Allgemeine Bau-Zeitung, No 8, 1924
Mais, même à Vienne, la maison à cuisine unique reste une expérience isolée. Dès 1934, au début de l'austrofascisme, la gestion centrale de la cuisine est supprimée. Après la prise de pouvoir par les nazis en 1938, la coopérative et ses installations communes sont définitivement dissoutes. On installe alors de petites cuisines et des bains dans les appartements, mais sans l'infrastructure, ils perdent leur attractivité, sont utilisés comme habitats d'urgence et seront laissés à l'abandon. Dans les années 1990, il y aura une rénovation détaillée du Heimhof. Il est resté de la maison un film muet de 1922 du réalisateur autrichien Leopold Niernberger, portant le titre La maison à cuisine unique. Il raconte l'histoire d'une mère travaillant, qui prend connaissance des avantages du Heimhof et les apprécie.

### Amsterdam 1928

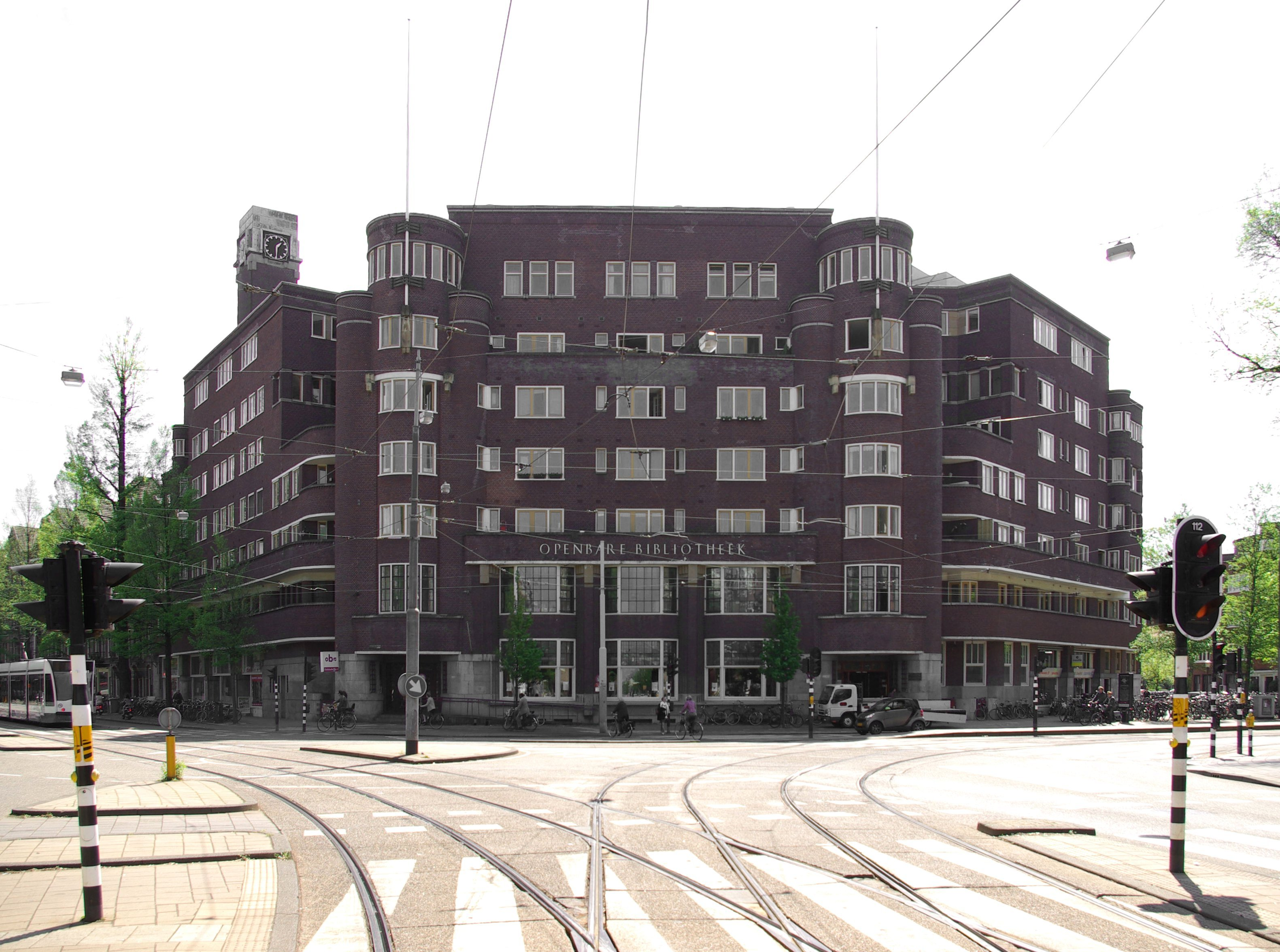
Het Nieuwe Huis à Amsterdam, 2011

Dans le discours sur la construction de logements coopératifs ou l'architecture moderne, Het Nieuwe Huis à Amsterdam ne trouve pas grande place. Il est construit en 1927/28 selon un projet de l'architecte Barend van den Nieuwen Amstel (1883–1957) dans le style expressionniste de l'école d'Amsterdam. Son origine remonte à l'organisation Amsterdamsche Coöperatieve Keuken (ACK), qui a suscité dès 1912 auprès de la coopérative de construction de logements Samenleving la construction d'une maison à cuisine unique pour célibataires et petites familles. À la suite d'un agrandissement de la ville réalisé à partir de 1917, la coopérative Samenleving fondée par les employés de la commune et de l'État entreprend la construction de sept blocs d'immeubles sur le Roelof Hartplein, où finalement Het Nieuwe Huis, projeté en collaboration avec l'ACK voit le jour. Alors que la location reste aux mains de Samenleving, on a fondé pour la gestion de la maison la Coöperatieve Woonvereniging Het Nieuwe Huis, qui existe encore.
À côté des 169 appartements d'origine et du restaurant, le bâtiment dispose d'une bibliothèque avec salle de lecture, d'un bureau de poste, de quatre boutiques au rez-de-chaussée, de terrasses de toit, d'un téléphone intérieur, de monte-plats ainsi qu'un stationnement cyclable à la cave. Il y a des propositions de service à l'usage des habitants, notamment travaux ménagers ou achats. Dans les années du début, 35 collaborateurs, avec leur direction propre, sont employés dans la maison. Contrairement aux maisons existant à l'époque, avec des sexes séparés, pour les ouvriers et les femmes, Het Nieuwe Huis présente par son caractère mixte une nouveauté, ce qui rapporte aussi à la maison son sobriquet de De Laatste Kans (La dernière chance).
Les coûts pour les installations centrales et le personnel de service sont répartis entre les habitants, et le loyer se retrouve finalement plus élevé que prévu. La distribution des repas se montre aussi problématique. En 1937, il y a quelques modifications à la construction avec l'aide de l'architecte van den Nieuwen Amstel, par lesquelles notamment la cuisine située sous le toit est remplacée par 19 appartements supplémentaires, et déménagée au rez-de-chaussée. Depuis ce temps-là, le complexe, resté largement dans son état original, dispose de 188 appartements. En 2004, le bâtiment est classé monument historique comme monument national.

## Histoire du discours - Nouvelle architecture et fonctionnalisme
Avec la diffusion pleine de succès de la construction de colonies, la conception de programmes de construction de logements à grande échelle comme le Nouveau Francfort, ou l'édification de villes telles que la Colonie en fer à cheval de Berlin-Britz, la Jarre à Hambourg-Winterhude, ou le Karl Marx Hof, dans le quartier Döbling de Vienne, l'histoire de la maison à cuisine unique comme alternative au petit appartement semble terminée. Cependant, à partir de la fin des années 1920, le modèle reprend dans les directions fonctionnalistes du mouvement moderne de l'architecture. De nouvelles formes de logement pour le type décrit sociologiquement comme la personne moderne de la grande ville trouvent leur correspondance avec des immeubles d'habitation avec des petits appartements et des appartements en duplex, dont les pièces sont arrangées sur différents plans, décalés de demi-étages. Dans les formes suivant les maisons à cuisine unique, celles-ci deviennent des installations de service, les surfaces communes remplaçant les restaurants centraux comme lieux de rencontre.
L'arrière-plan idéologique diffère largement, tant des prédécesseurs, que parmi les réalisations. Ainsi, le Narkomfin de Moscou est construit comme une maison commune pour un style de vie socialiste, la maison des célibataires de la colonie syndicale de Breslau est une pièce d'exposition d'architecture, la Boarding house de l'ouest à Hambourg un immeuble locatif à but lucratif, le Kollektivhuset de Stockholm un projet sociologique, et l'Isokon Building de Londres une expérience de vie en commun.

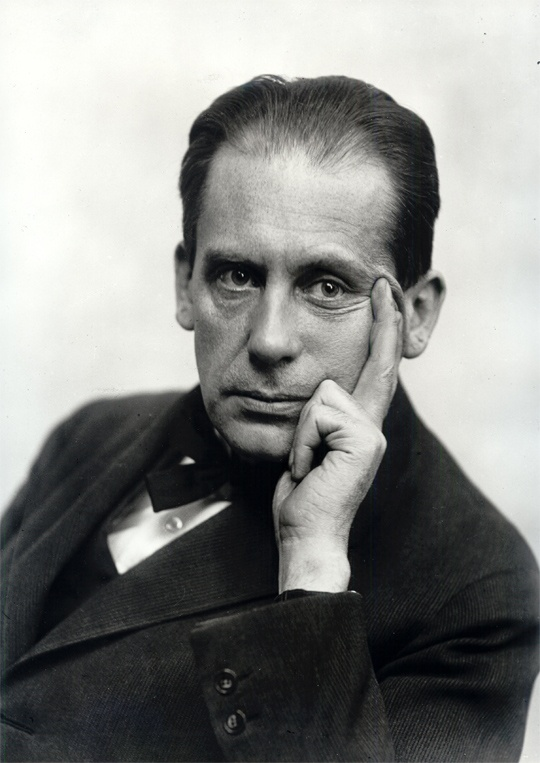
Walter Gropius

Par la suite, Walter Gropius reprend le débat conceptuel sur la cuisine centrale et les installations collectives pendant le Congrès international d'architecture moderne (CIAM II) à Francfort en 1929 puis à la suite à Bruxelles (CIAM III) en 1930. Dans les deux congrès, il oppose son concept de logement en immeuble de grande hauteur aux constructions de colonies et de petites maisons, et le justifie par le fait qu'un développement raisonnable de la ville n'est pas pensable si tous les habitants logent dans des maisons avec jardin : 
« La grande ville doit se positiver, elle a besoin du stimulant d'une forme d'habitation qui lui soit propre, qui corresponde à son organisme vital, qui ait un maximum relatif d'air, de soleil et de végétation réuni avec un minimum de voies et de dépenses d'exploitation. »
— Walter Gropius, Contribution au CIAM III, 27–29/11/1930 à Bruxelles
À côté des développements urbanistiques et architecturaux, Gropius présente aussi des hypothèses de base sur la politique sociale. Une condition pour l'indépendance personnelle est d'être débarrassé du travail ménager, et ceci est un but à rechercher en particulier pour les femmes après la disparition de la famille nombreuse, du grand foyer. L'État doit reprendre les anciennes fonctions chassées de la famille, en organisant centralement les foyers d'enfants, les écoles, les foyers de vieillards, et les hôpitaux. Le reste des fonctions dans les petites familles pourraient par une large mécanisation de l'entretien du ménage et par la centralisation des grosses tâches, être hébergées dans la tour d'habitation.
En 1931, Walter Gropius présente son projet pour les tours du Wannsee, un plan de 15 immeubles de 11 étages à charpente métallique avec en tout 660 appartements, qui doit offrir à un grand nombre de familles sur une relativement petite bande de terre un « logement au vert » avec vue sur la Havel et le Wannsee. Les appartements eux-mêmes sont équipés de petites cuisines fonctionnelles, Gropius  nomme les installations collectives café et salle de réunion avec  terrasse sur le toit, bibliothèque avec salle de lecture, salles de sport et de bains. La réalisation du projet échoue aussi bien à cause de la Grande Dépression qu'en raison des lois allemandes d'alors sur la construction. Par contre, la construction de tours de logements entreprise en Allemagne dans les années 1960 sera désignée comme une coquille vide de la forme du concept de Gropius.

## Réalisations dans le mouvement moderne

### Moscou 1928
Le Narkomfin est un bloc d'habitations de 6 étages à Moscou, construit entre 1928 et 1932 comme maison commune pour les fonctionnaires du ministère des Finances. Les architectes Moisei Ginzbourg et Ignaty Milinis projettent le bâtiment dans le cadre du programme expérimental de construction soutenu par l'État. Il est axé sur une nouvelle forme d'habitation pour le citoyen soviétique, qui doit favoriser l'égalité des droits et la collectivité, et qui ne prévoit qu'un petit espace refuge pour les besoins personnels. Dans ce sens, les types d'appartements dans l'immeuble sont établis avec une « surface individuelle minimale et collective maximale, » avec soit des appartements jusqu'à 100 m2 sur un seul plan, soit des duplex de 37 m2, situés sur deux étages. Au lieu de cuisines individuelles, il y a à disposition des cuisines d'étage, ainsi qu'une cuisine centrale. Cette dernière est à côté d'autres installations communes comme une salle de sport, une buanderie et une bibliothèque, dans un bloc additionnel, accessible par une « rue de verre » interne. Sur le toit du complexe, il y a un jardin et des terrasses solaires, et en outre un appartement-terrasse habité par le ministre des finances soviétique d'alors, Nikolaï Milioutine.
Ce bâtiment est considéré comme donnant la direction du constructivisme soviétique. Un deuxième bloc d'habitation planifié et un jardin d'enfants ne seront cependant jamais construits. En 1932, Staline décide le regroupement des architectes dans une organisation de tutelle. L'avant-garde russe, qui a été considérée jusqu'alors comme l'expression de la révolution, n'est plus autorisée et elle est soumise à des interdictions de construire : les expériences de construction visionnaires sont considérées comme du gaspillage, qui n'apportent rien à la kommounalka. Les installations communes du Narkomfin subissent un changement d'utilisation, et depuis, le bâtiment se dégrade. En 2006, le World Monuments Fund le prend sur la liste des bâtiments en danger, et les responsables des monuments se déclarent pour sa préservation.

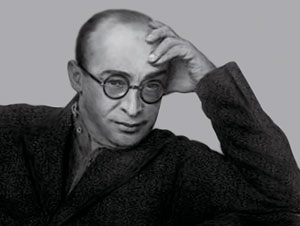
Moisei Ginzbourg, Architecte
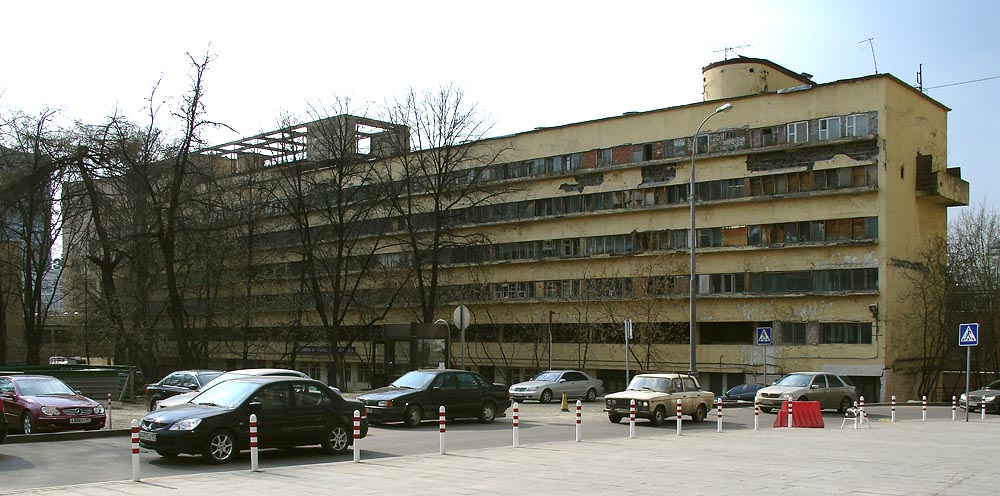
Narkomfin, 2007
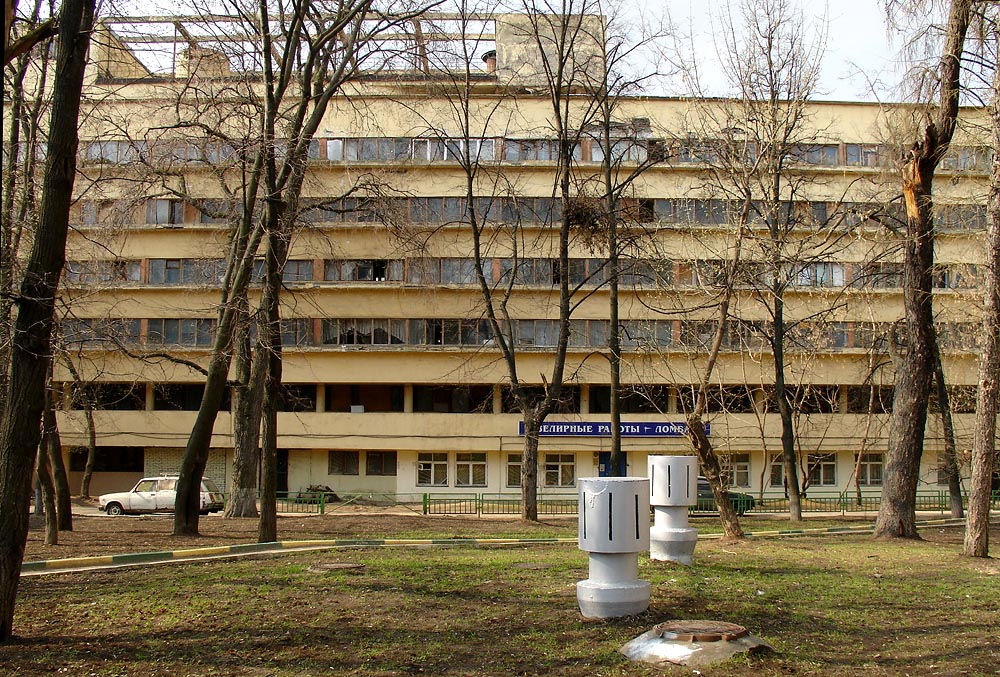
Côté est
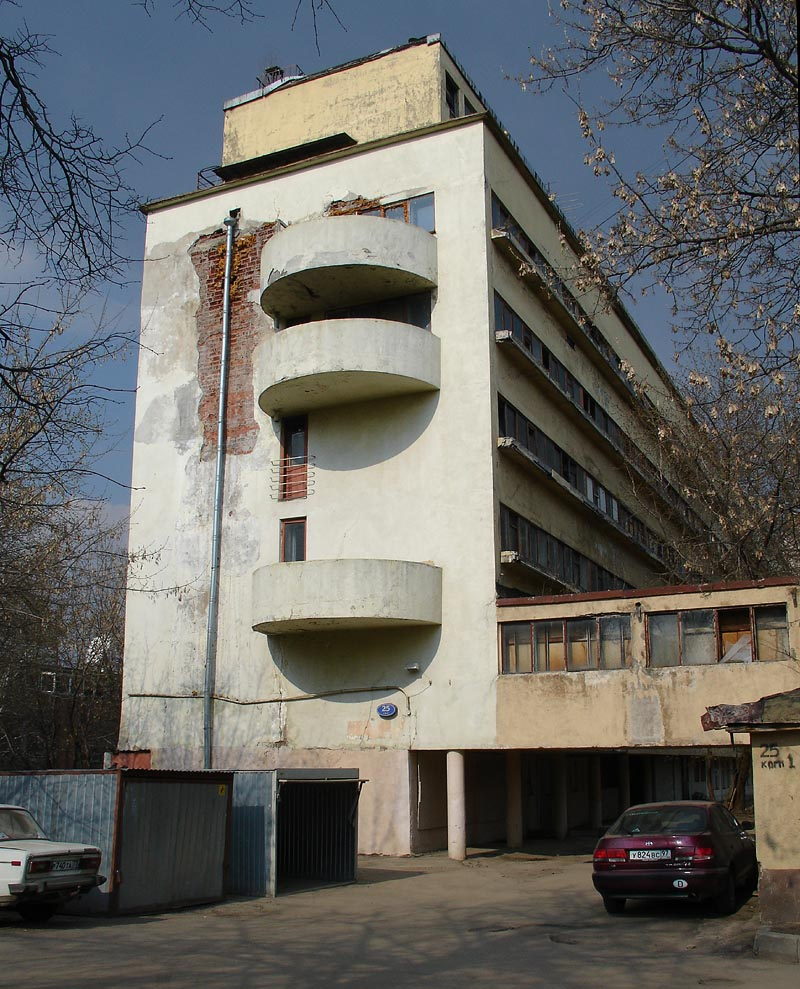
Côté sud
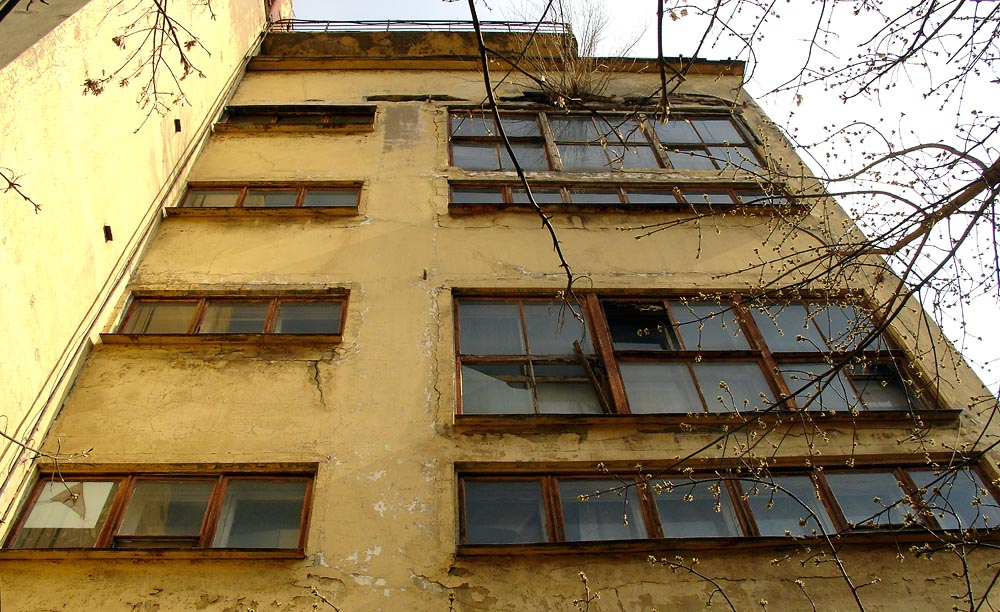
Côté ouest

### Breslau 1929
La maison des célibataires, au 31 de la colonie de l'association des artisans de Breslau est l'un des 37 projets de maisons construites dans le cadre de l'exposition de l'association des artisans allemands (Deutscher Werkbund) en 1929. Créée par l'architecte Hans Scharoun, elle comprend 66 duplex équipés de cuisines minimales, des surfaces collectives et un restaurant central. Elle est aménagée pour l'habitant des grandes villes nomadisant, célibataire ou couple sans enfant, et offre un service de type hôtelier pour le séjour passager des « citoyens du monde ». Le cuirassé Scharoun, sobriquet de cette maison, est censé être la première construction avec des appartements sur deux plans, qui tire son inspiration des réalisations de Moisei Ginzbourg au Narkomfin de Moscou. La maison sera transformée plus tard en Park Hôtel Scharoun.

### Altona 1930

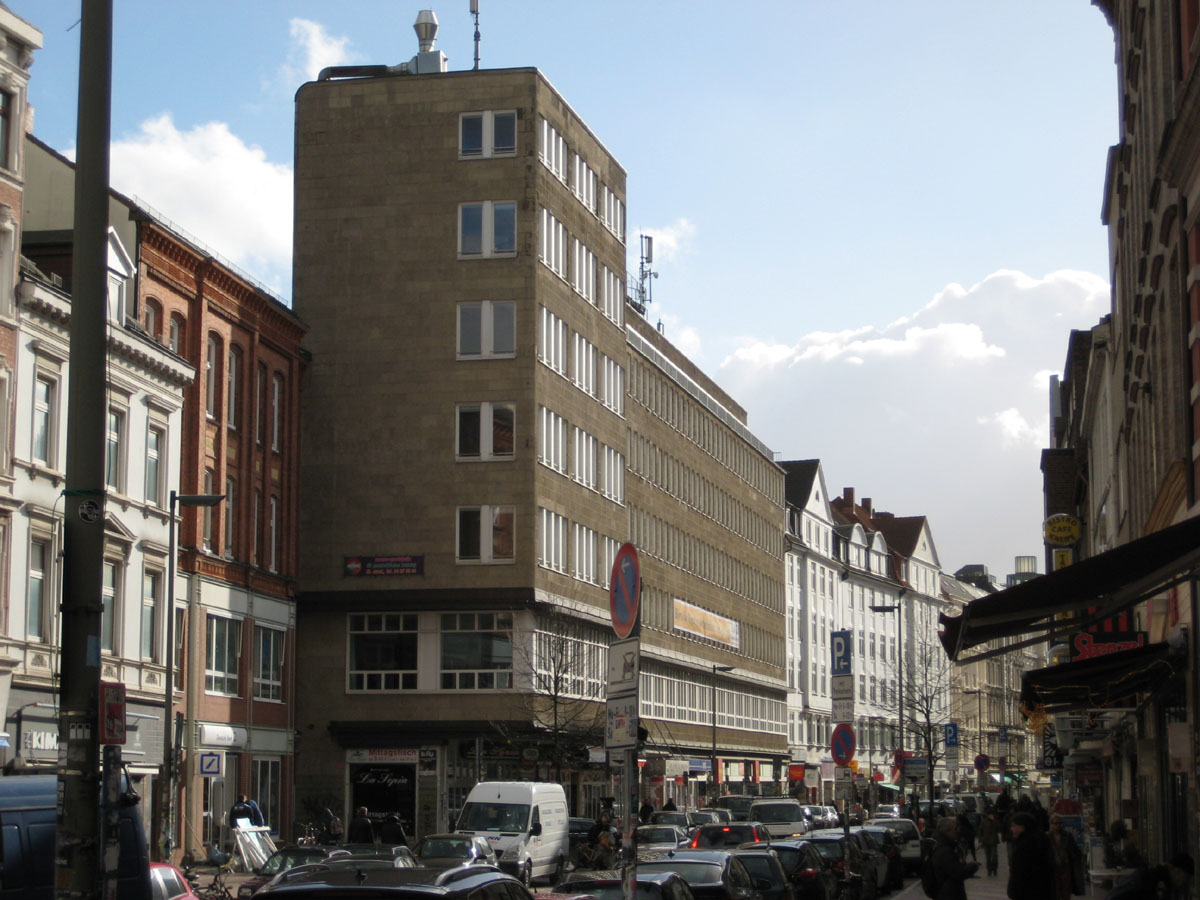
Pension de l'ouest

La Pension de l'ouest sur la rue Schulterblatt de Hambourg-Sternschanze a vu le jour en 1930 dans la ville alors indépendante d'Altona sur un terrain à la limite de Hambourg. C'est un bâtiment de 6 étages avec une façade fortement découpée et un encorbellement en forme de tour surmontant le trottoir. Il a été construit par la société d'architectes Rudolf Klophaus, August Schoch et Erich zu Putlitz comme maison à cuisine unique. Le propriétaire C. Hinrichsen ne fait cependant pas d'effort pour la vie commune des locataires, mais vise une habitation individuelle avec le service d'un hôtel. Les appartements sont de tailles différentes, sans cuisine, et peuvent être loués avec ou sans service ou nettoyage pour des durées plus ou moins longues. Au rez-de-chaussée, se trouvent des restaurants et des boutiques. Cette forme d'habitation passe pour mondaine et onéreuse, et elle échoue en peu d'années. Dès 1933, des petits appartements sont installés, et en 1941, le bâtiment est transformé en immeuble de bureaux.

### Stockholm 1935
Le Kollektivhuset de Stockholm a été construit comme immeuble de 6 étages inspiré par le fonctionnalisme entre 1932 et 1935 par l'architecte 
Sven Markelius. Les 50 appartements sont petits et sans cuisine, le centre de gravité étant les installations collectives de cuisine centrale, salle à manger, jardin d'enfants et terrasse de toit. Les travaux quotidiens sont facilités par des monte-plats, des chutes de ramassage du linge sale, et un service de nettoyage. La vie collective des couples professionnels et des familles appartenant à l'élite intellectuelle suédoise, reçoit comme projet-pilote d'habitation de l'État-providence suédois une attention publique renforcée. La garde des enfants est placée sous le signe de l'éducation anti-autoritaire de la sociologue Alva Myrdal, et est accompagnée par des recherches et études pédagogiques. Au bout de dix ans, le projet est considéré comme un échec, à cause de fâcheries au sein de la communauté.

### Londres 1933
Le Isokon Building de l'architecte Wells Coates à Londres est également considéré comme une expérience en habitation collective. Il est lancé par le couple Molly et Jack Pritchard, qui sont maîtres d'ouvrage et habitants de l'immeuble. Il comprend 34 appartements, équipés de petites cuisines pour préparer le thé. L'approvisionnement a lieu principalement par une cuisine centrale, reliée avec les divers logements par une installation de transport nommée « serviteur muet ». En outre, il y a un service organisé de nettoyage, de lingerie et de cireurs de chaussures. Les habitants passent pour des intellectuels de gauche, parmi lesquels on compte au moins pour un temps Marcel Breuer, Agatha Christie, Walter Gropius, László Moholy-Nagy et James Stirling. En 1972, la maison est vendue et se dégrade. En 2003, elle pourra être sauvée comme monument d'architecture et restaurée.

## Développements dans les Unités d’habitation
À partir de 1922, l'architecte français Le Corbusier travaille sur les concepts et les plans de grandes unités d'habitation, qu'il désigne par Immeubles-villas comme villes de bâtiments. Il y voit explicitement des contreparties à l'« individualisme servile » et à la « destruction du sens de la communauté » par les mouvements des cités-jardins anglais et allemand, et les décrit comme « cent villas, superposées en cinq couches ». Chaque unité doit avoir deux étages, a des jardins, mais pas de cuisine. Les services habituels sont organisés comme un hôtel, des installations techniques comme la distribution d'eau chaude, le chauffage central, la climatisation, l'aspirateur et la purification de l'eau potable remplacent la force de travail humaine. Les domestiques y viennent comme dans une usine, pour accomplir leur journée de travail de huit heures.
Dans le développement suivant, Le Corbusier projette à partir de 1930, avec la Cité Radieuse, la ville verticale, en s'inspirant du bâtiment russe Narkomfin. Les grands immeubles comprennent le concept d'un système urbain fonctionnel, articulé en zones d'usage avec des domaines d'habitation, de production, de transport et d'approvisionnement, verdies par des jardins suspendus, et avec centralisation des services et de l'économie domestique.
Une application partielle des concepts de Le Corbusier voit le jour dans les Unités d´habitation, réalisées entre  1947 et 1964 dans quatre villes françaises :  Marseille, Nantes, Briey et Firminy, ainsi qu'à Berlin. Il s'agit d'immeubles-tours de 17 à 18 étages, avec charpente en béton armé, comprenant chacun plus de 300 appartements. Pour tous les cinq projets, de nombreuses installations d'infrastructure et culturelles ont été prévues : jardins d'enfants, terrasses de toit avec piscines, pistes d'entraînement, tours d'observation, salles de sport et de cours, scènes de studio, théâtres de plein air, restaurants et bars. À mi-hauteur du bâtiment, aux septième et huitième étages, il est prévu des rues intérieures avec des rangées de boutiques et d'installations de service. Seule la Cité Radieuse de Marseille est réalisée avec tous ces projets en 1947. En raison de problèmes de financement, les quatre autres immeubles doivent subir des coupes. Par exemple, à la maison Le Corbusier de Berlin, les installations collectives de toit cèdent la place aux dispositifs techniques des ascenseurs et de l'aération, et la surface du toit n'est plus accessible aux habitants.
Contrairement aux plans, les logements de l'Unité d'habitation sont équipés de cuisines. À la réalisation, Le Corbusier abandonne le concept initialement pensé comme empiètement sur le développement social. Au lieu de nouveaux contenus sociaux dans la forme d'habitation, les tours d'habitation deviennent des schémas abstraits d'organisation d'une ville fonctionnelle.

## État de la recherche
Dans l'espace germanophone, l'histoire des maisons à cuisine unique passe pour largement oubliée, après les débats considérables du  début au milieu du XXe siècle. Une redécouverte pour peu de temps a lieu au début des années 1970, quand le mouvement étudiant ramène les idées de l'habitation collective dans les discussions de lycée. À cette époque, plusieurs publications paraissent, qui font connaître à nouveau la matière historique et qui sont utilisées comme arguments pour des expériences d'habitat collectif. En 1981, l'architecte et sociologue Günther Uhlig passe une thèse sur le thème Modèle collectif de la maison à cuisine unique. Réforme du logement et débat d'architecture entre le mouvement féministe et le fonctionnalisme, et propose avec sa thèse une analyse discursive des publications contemporaines accompagnant ce thème. Il crée ainsi un ouvrage de référence auquel se rapportent les publications ultérieures. La professeure d'urbanisme Ulla Terlinden et la sociologue Susanna von Oertzen publient en 2006 un travail dans son prolongement avec le livre  La question du logement est une question de femmes ! Mouvement féministe et réforme du logement de 1870 à 1933 Elles élargissent la recherche d'Uhlig en utilisant comme sources des écrits des mouvements féministes et posent les maisons à cuisine unique dans l'ensemble des rapports de la participation des femmes au développement de l'histoire de l'architecture.
La plupart des publications anglophones sur le thème proviennent de Scandinavie. En particulier, l'architecte Dick Urban Vestbro, Professeur à l'Université de Stockholm, a travaillé dans de nombreuses publications l'histoire paneuropéenne des maisons à cuisine unique, ainsi que leur influence sur les formes d'habitat alternatives avec cuisine centrale subsistant aujourd'hui, en particulier en Suède. On ne connaît pas de recherche correspondante sur les développements d'Allemagne, d'Autriche ou de Suisse. Le thème du mouvement du Co-housing aux États-Unis et de son lien avec les modèles européens a été étudié exhaustivement par l'historienne américaine des villes Dolores Hayden. Elle a publié ses résultats dans de nombreux écrits.
À la suite d'une réunion du Conseil international des monuments et des sites (ICOMOS) en novembre 2009 l'architecte Anke Zalivako a proposé avec un bref papier sous le titre De la maison commune à l'Unité d'Habitation - un héritage européen ? un « réseau de bâtiments d'habitation avec installations centrales de service », pour la nomination à l'héritage européen de la culture (European Heritage Label) et ainsi présenté la liaison culturelle européenne de quelques maisons à cuisine unique modernes. L'association proposée comprend des bâtiments dans six États : Heimhof à Vienne, maison des célibataires à Breslau, Narkomfin à Moscou, Isokon Building à Londres, Cité Radieuse à Marseille et Corbusierhaus à Berlin.
| Maison                                                             | Année     | Fin      | Architecte(s)                                    | Organisation                         | Image |
| ------------------------------------------------------------------ | --------- | -------- | ------------------------------------------------ | ------------------------------------ | ----- |
| Centralbygningen Copenhague                                        | 1903      | 1942     | Otto Fick                                        | Entreprise privée avec participation |       |
| Hemgården Centralkök Stockholm Östermalmgatan 68                   | 1906      | 1918     | Georg Hagström, Fritiof Ekman                    | Entreprise privée                    |       |
| MCU de Charlottenburg Berlin Kuno-Fischer-Straße 13                | 1908      | 1913     | Kurt Jähler                                      | Entreprise privée, Sarl              |       |
| MCU Lichterfelde Berlin Unter den Eichen 53                        | 1909      | 1915     | Hermann Muthesius                                | Entreprise privée, Sarl              |       |
| MCU Friedenau Berlin Wilhelmshöher Straße 17–20                    | 1909      | 1917/18  | Albert Gessner                                   | Entreprise privée, Sarl              |       |
| Homesgarth (Solershot House) Letchworth                            | 1909/10   | ??       | Clapham Lander                                   | Coopérative                          |       |
| Amerikanerhaus Zurich                                              | 1916/17   | j. plans | Oskar Schwank                                    | Coopérative des artisans             |       |
| Ledigenheim Dulsberg Hambourg Elsässer Straße 8–10/ Memeler Straße | 1921      | ??       | Fritz Schumacher                                 | Bâtiment public                      |       |
| Heimhof Vienne Pilgerimgasse 22–24                                 | 1922/1926 | 1934     | Otto Polak-Hellwig                               | Coopérative                          |       |
| Het Nieuwe Huis Amsterdam Roelof Hartplein 50                      | 1927/28   | ??       | Barend van den Nieuwen Amstel                    | Coopérative                          |       |
| Narkomfin Moscou Nowinski-Boulevard                                | 1928      | 1932     | Moisei Ginzbourg, Ignatij Milinis                | Bâtiment public                      |       |
| Maison des célibataires Breslau Werkbundsiedlung, Haus 31          | 1929      | ??       | Hans Scharoun                                    | Entreprise privée, aidée             |       |
| Boarding house de l'ouest Hambourg Schulterblatt 36                | 1930/31   | 1933     | Rudolf Klophaus, August Schoch, Erich zu Putlitz | Entreprise privée                    |       |
| Kollektivhuset Stockholm John Ericssongatan 6                      | 1932/1935 | 1945     | Sven Markelius                                   | Bâtiment public                      |       |
| Isokon Building Londres                                            | 1933/34   | 1970     | Wells Coates                                     | Entreprise privée                    |       |
| Cité radieuse Marseille                                            | 1947      | j. plans | Le Corbusier                                     | Bâtiment public                      |       |
| Cité radieuse de Rezé Nantes                                       | 1955      | j. plans | Le Corbusier                                     | Bâtiment public                      |       |
| Corbusierhaus Berlin                                               | 1958      | j. plans | Le Corbusier                                     | Bâtiment public                      |       |
| Unité d'Habitation Briey en Forêt                                  | 1963      | j. plans | Le Corbusier                                     | Bâtiment public                      |       |
| Unité d’Habitation Firminy                                         | 1965      | j. plans | Le Corbusier                                     | Bâtiment public                      |       |